# Montmartre
Pour les articles homonymes, voir Montmartre (homonymie).

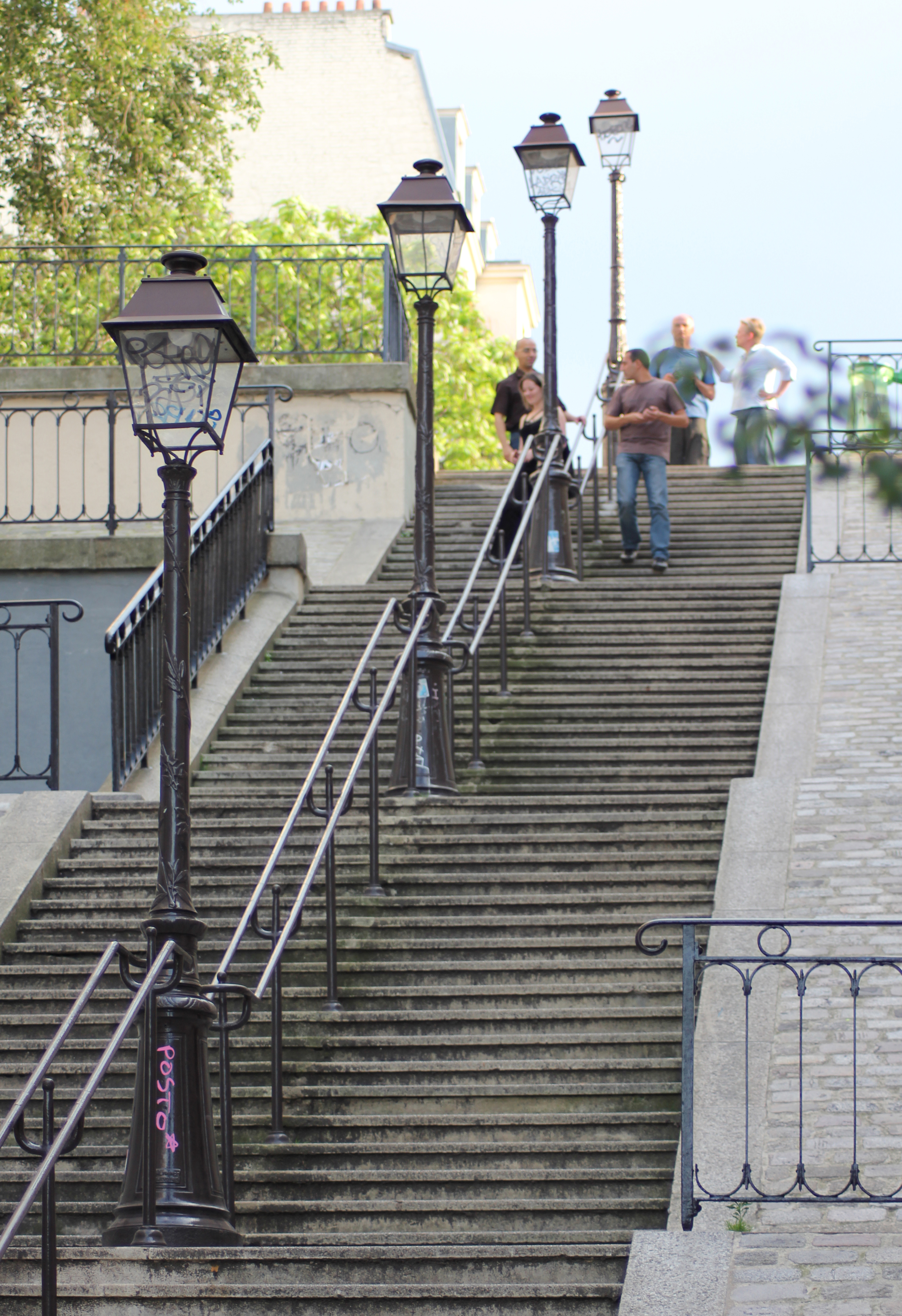
Un escalier typique de Montmartre.

Montmartre est un quartier du 18e arrondissement de Paris (France) dominé par la basilique du Sacré-Cœur. Depuis le XIXe siècle, il a accueilli de nombreux artistes tels que Picasso ou Modigliani et est devenu le symbole d'une vie rurale et autonome au sein même de la mégapole.
Jusqu'en 1860, Montmartre est une commune du département de la Seine. Cette année-là, en vertu de la loi d'extension de la capitale, la commune est annexée par Paris à l’exception d’une petite partie qui est attribuée à la commune de Saint-Ouen.
La majorité du territoire de l'ancien Montmartre est donc intégré dans ce qui devient le 18e arrondissement de Paris, baptisé « des Buttes-Montmartre » et constitué des quartiers administratifs des Grandes-Carrières, de Clignancourt, de la Goutte-d'Or et de la Chapelle. De même que le quartier du Marais, Montmartre n'a aujourd'hui aucune limite géographique précise : c'est un quartier parisien « historique » et non un « quartier administratif », délimité traditionnellement au nord par la rue Custine, à l'ouest par la rue Caulaincourt, au sud par les boulevards de Clichy et de Rochechouart, et à l'est par la rue de Clignancourt.
Connu pour ses rues étroites et escarpées flanquées de longs escaliers, ce secteur très touristique du nord de Paris abrite le point culminant de la capitale sur la butte Montmartre, une des buttes-témoins gypseuses formées de part et d'autre de la Seine et dénommées les « collines de Paris ». À 130,53 mètres, altitude du sol naturel à l’intérieur du cimetière du Calvaire, il jouxte l’église Saint-Pierre de Montmartre, plus ancienne église du Paris actuel.
Elle est reconnaissable à sa couleur blanche caractéristique qu'elle doit à ses pierres de Château-Landon qui ont la particularité de blanchir au contact de l'eau.

## Situation et accès
Le funiculaire de Montmartre — un ascenseur incliné — permet l'accès au Sacré-Cœur depuis la place Saint-Pierre, évitant ainsi de gravir l'escalier de la rue Foyatier qui le longe et compte 222 marches avec paliers.
Quatre lignes du métro de Paris sillonnent le quartier :
- Place de Clichy, Blanche, Pigalle, Anvers, Barbès - Rochechouart, Stalingrad et La Chapelle ;
- Barbès - Rochechouart, Château Rouge, Marcadet - Poissonniers, Simplon et Porte de Clignancourt ;
- Pigalle, Abbesses, Lamarck - Caulaincourt, Jules Joffrin, Marcadet - Poissonniers, Marx Dormoy et Porte de la Chapelle ;
- Place de Clichy, La Fourche, Guy Môquet et Porte de Saint-Ouen.

Les lignes de bus RATP 30, 31, 54, 67, 74, 80, 85, 95 traversent également le secteur, ainsi que la ligne 40 (autrefois Montmartrobus), la seule à circuler sur la butte Montmartre.
Enfin, le Petit-train de Montmartre propose également une visite guidée de cette dernière en 14 étapes.

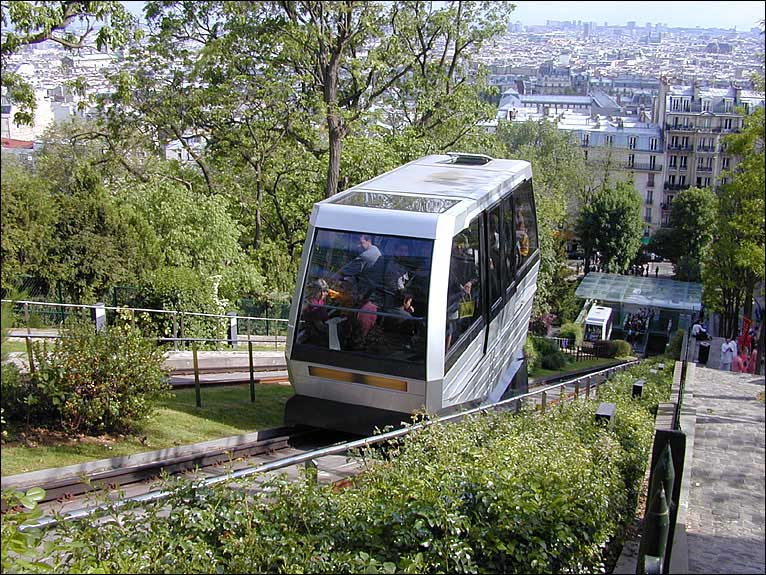
Le funiculaire.
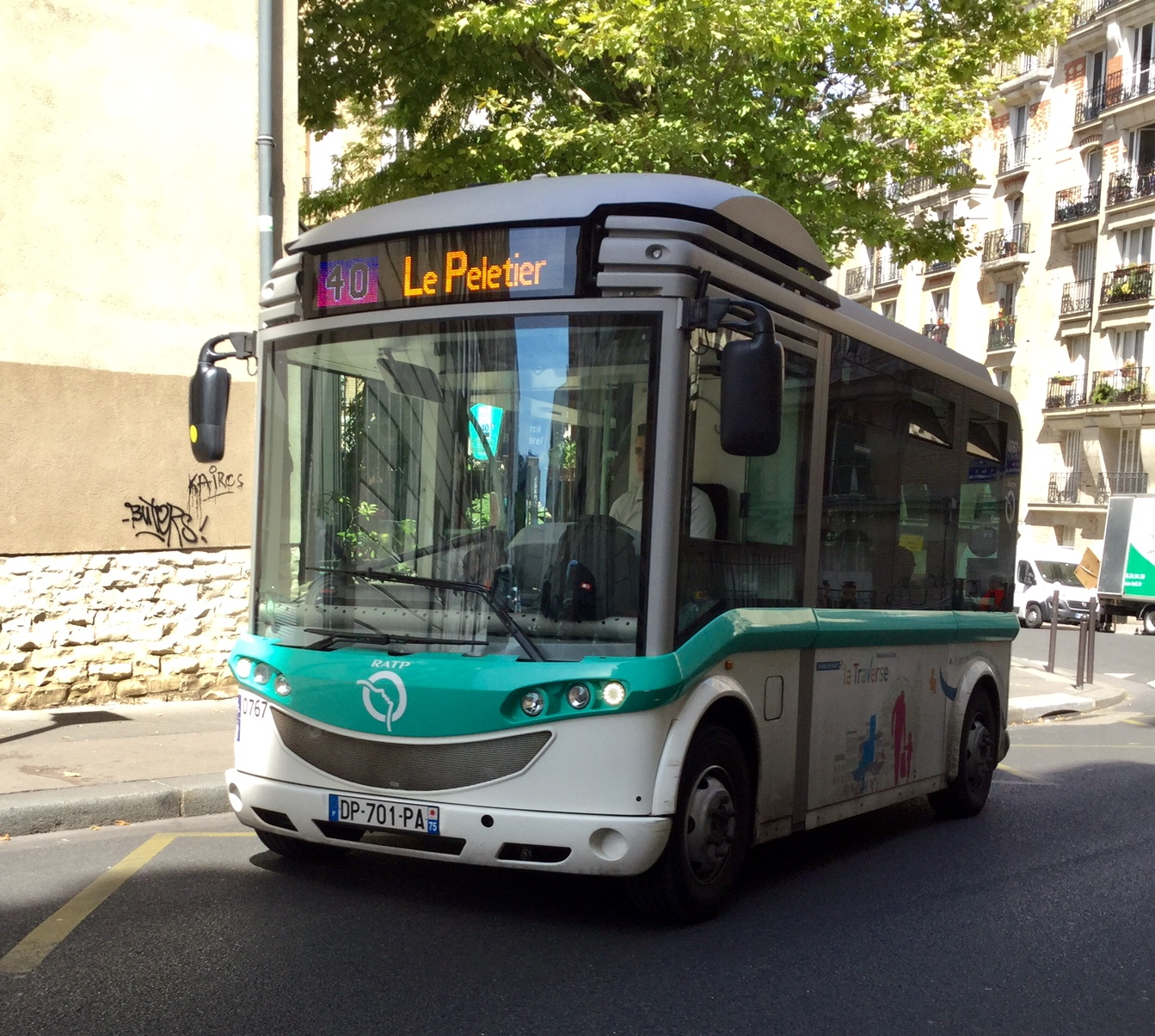
Le bus 40, anciennement Montmartrobus.
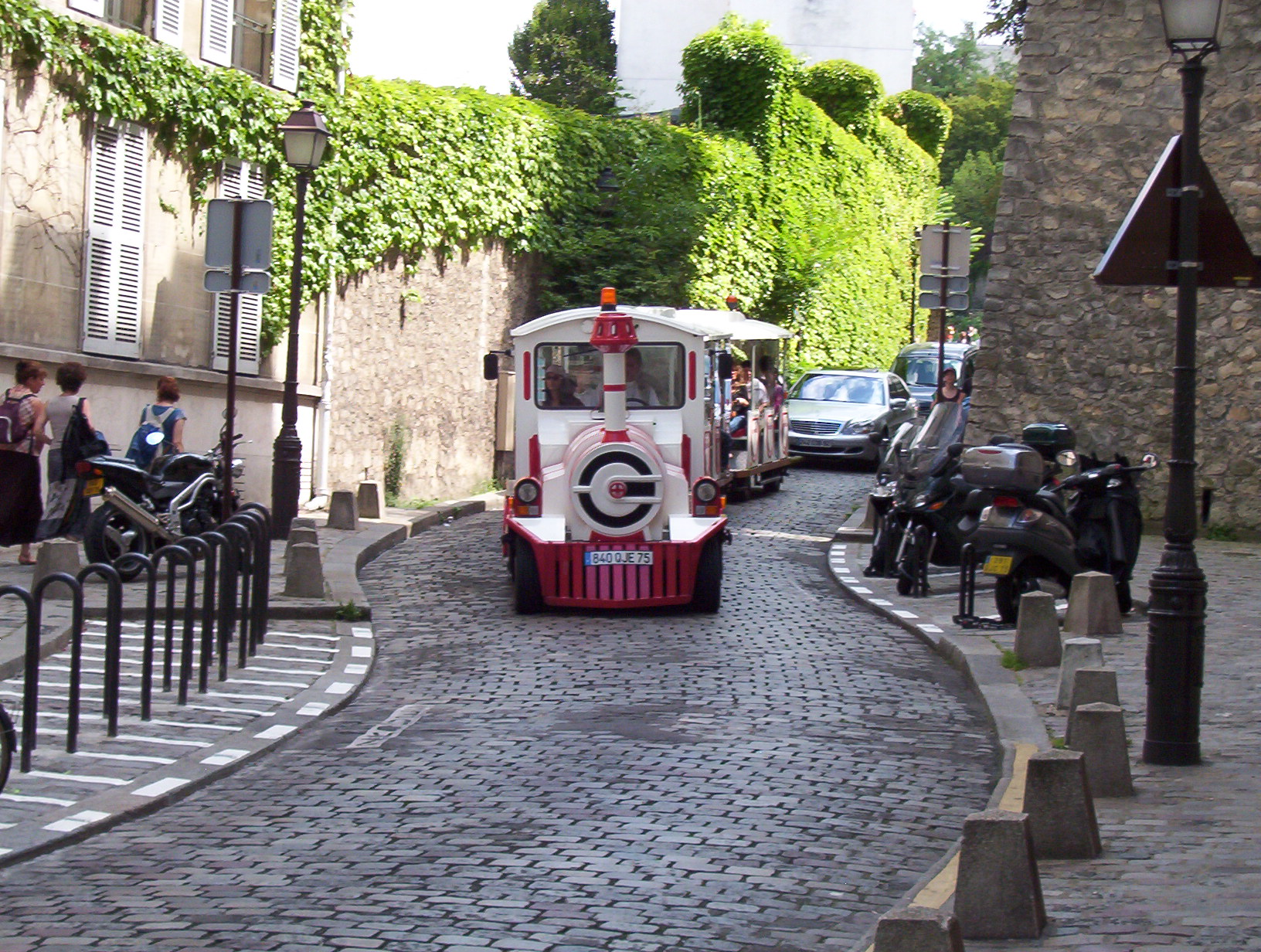
Le Petit-train de Montmartre.

## Toponymie

Les quartiers administratifs parisiens des Grandes-Carrières, de Clignancourt, de la Goutte-d'Or et de la Chapelle qui composent le, dit « des Buttes-Montmartre».

Une étymologie de Montmartre veut que ce toponyme (le nom désignant ce lieu) se rattache à un mons Martis — « mont de Mars » — car, à l'époque gallo-romaine, un temple dédié à Mars (dieu de la guerre) jouxtait un temple dédié à Mercure (dieu du commerce) à l'emplacement de l'actuelle église Saint-Pierre.

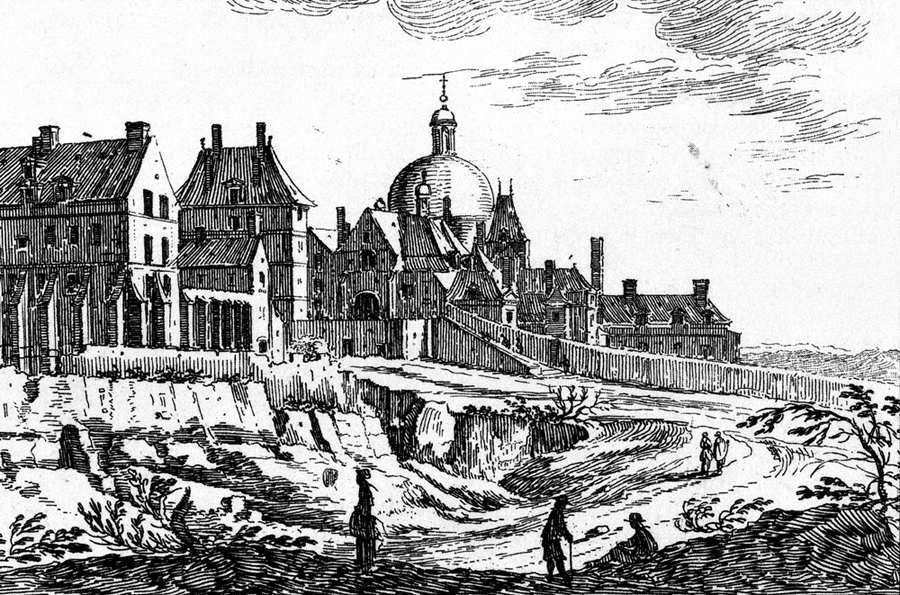
Chapelle des Martyrs de l'abbaye de Montmartre, construite en 1133 et détruite en 1794 (gravure du)

Une autre étymologie serait mons Martyrum, le « mont des Martyrs », une des rues historiques menant à Montmartre s'appelant d'ailleurs « rue des Martyrs » : victime des persécutions antichrétiennes, saint Denis y fut décapité avec deux autres coreligionnaires, Rustique et Éleuthère,,.
Le « mont de Mars » a donc pu être réinterprété vers le IXe siècle en « mont des Martyrs », ou mons Martyrum —  martyr venant du latin martus, « témoin » — et ensuite, par dérivation populaire, en mont de « martre », martre signifiant martyr en ancien français.
La substitution toponymique de la dénomination païenne par la dénomination chrétienne reste cependant hypothétique et la double étymologie (mont de Mars et mont des Martyrs) est encore actuellement proposée. Il faudrait, « pour pouvoir trancher la question, savoir comment le peuple, dans son langage parlé, appelait cette colline avant le IXe siècle, puisque c'est à cette époque que les documents écrits enregistrèrent le changement de nom ».

## Histoire

### Ancien Régime

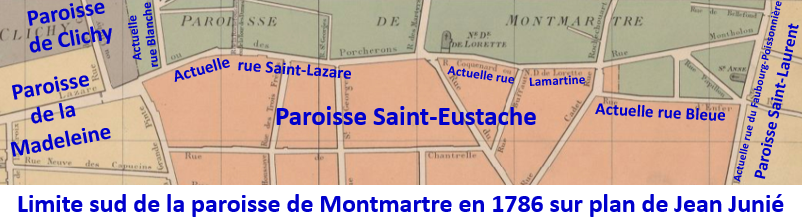

L'église Saint-Pierre de Montmartre est fondée au VIe siècle, mais elle n'est mentionnée pour la première fois qu'en 850 dans le Liber miraculorum S. Dionysii (Recueil des miracles de saint Denis). Lors du siège de Paris en 885, les Normands pillent le village.
En 1133-1134, le roi Louis VI fonde l'abbaye royale des Dames de Montmartre située en haut de la butte près de l'église Saint-Pierre, « l'abbaye d'en haut ».
En 1686, l'abbaye d'en haut est abandonnée au profit de nouveaux bâtiments édifiés à mi pente autour de l'emplacement de l'actuelle rue Yvonne-Le-Tac, « l'abbaye d'en bas ». Le cloître de l'abbaye d'en haut qui jouxtait l'église Saint-Pierre est détruit et les autres bâtiments utilisés comme granges ou écuries.
Le territoire de la seigneurie de l'abbaye s'étend sur la partie ouest de l'actuel 18e arrondissement, la partie nord du 9e arrondissement et une partie des Batignolles. La limite de la paroisse de Montmartre avec la paroisse de Saint-Eustache était fixée au chemin du Roule à Saint-Lazare, c'est-à-dire à la rue des Porcherons actuelle rue Saint-Lazare, les rues Coquenard et Notre-Dame-de-Lorette, actuelle rue Lamartine et rue d'Enfer, actuelle rue Bleue.
Deux chapelles annexes avaient été fondées, Notre-Dame-de-Lorette avant 1646 pour desservir le quartier des Porcherons et Sainte-Anne en 1656 pour le quartier de la Nouvelle France. Cette chapelle est à l'origine de l'église Saint-Vincent-de-Paul.
Lors du siège de Paris en 1590, Henri IV fit installer deux batteries d'artillerie : « […] l'une sur Montmartre l'autre sur le haut de Montfaucon vers le Mesnil qui commencèrent à tirer et battre en ruine, vers les rues Saint-Honoré, Saint-Denis et Saint-Martin et les environs ».
Une vue de la butte Montmartre peinte à la fin du XVIIe siècle, est vendue le 2 février 2025 par l'étude Prunier, commissaire-priseur à Louviers,, .
Au milieu du XVIIIe siècle est fondée la manufacture de porcelaine de Clignancourt, hameau dépendant de Montmartre, à laquelle est notamment destiné l'albâtre issu des carrières de Montmartre,.

### 1789-1860: commune de Montmartre
Lors de la formation des communes et des départements français (décret du 12 novembre 1789 de l'Assemblée nationale), Montmartre devint une commune du département de la Seine en mars 1790. Celle-ci se constitua avec difficulté, le mur de l'octroi, ou mur des Fermiers généraux, ayant peu de temps avant coupé l'ancienne paroisse en deux.
Le Haut-Montmartre procéda à l'élection de son propre conseil, qui se déclara favorable à la séparation entérinée le 22 juin 1790, Paris annexant le Bas-Montmartre (dans l'actuel 9e arrondissement). Son premier maire fut Félix Desportes, un bourgeois originaire de Rouen, qui s'installa place du Tertre en 1788. Il transforma son domicile en mairie et établit solidement cette municipalité jusqu'en avril 1793. Patriote zélé, il donne les prénoms de Flore Pierrette Montmartre à sa fille née en mai 1791.
Au cours de la Révolution française, la commune porte provisoirement le nom de « Mont-Marat ».
La commune était délimitée par :
- au nord, la commune de Saint-Ouen (y compris une partie des puces de Saint-Ouen et la partie sud-est du cimetière parisien de Saint-Ouen) ;
- à l'est, le chemin des Poissonniers (limite avec la commune de La Chapelle) ;
- au sud, le mur des Fermiers généraux (limite avec la commune de Paris) ;
- à l'ouest, la commune de Clichy, puis après 1830, celle des Batignolles-Monceau[18].

La commune était constituée de deux pôles principaux :
- le village de Montmartre proprement dit sur le sommet de la colline et son versant méridional où s'étendait le domaine de l'abbaye de Montmartre, de l'église Saint-Pierre qui jouxtait l'« abbaye d'en haut » abandonnée en 1685 jusqu'à l'« abbaye d'en bas » près de la rue des Abbesses avec ses jardins limités par un mur à l'emplacement de l'actuelle rue d'Orsel. Ce domaine est vendu en 1794 comme bien national après l'expulsion des religieuses en 1790[19]. Les bâtiments de l'abbaye d'en bas autour de l'actuelle rue Yvonne-Le-Tac, les vestiges de ceux de l'abbaye d'en haut qui jouxtait l'église et la galerie couverte qui reliait ces deux pôles sont détruits et la plus grande partie de ces terrains est exploitée en carrières de gypse au début du XIXe siècle. Les carrières à l'emplacement de l'ancienne abbaye d'en bas sont remblayées vers 1820. La rue Yvonne-Le-Tac et le prolongement de la rue des Martyrs de la rue d'Orsel à la rue La Vieuville sont tracées sur ce terrain. Les carrières à mi-pente creusées à l'emplacement des anciens jardins de l'Abbaye sont remblayées vers 1840 pour créer un lotissement où sont ouvertes les rues des Trois-Frères, Berthe, André-Barsacq, Gabrielle, Drevet et Chappe.

- dans la plaine plus au nord et à l'est, le village de Clignancourt qui formait une agglomération à part se développant le long du chemin des Bœufs (actuellement rue Marcadet)[18].

- Au XIXe siècle, un nouveau hameau se développa devant la barrière de Rochechouart, le long de l'actuelle rue de Clignancourt, et la barrière Poissonnière (section de la rue des Poissonniers absorbée par le boulevard Barbès et grande rue Royale, actuellement rue de Sofia). Ce village se développa avec le lotissement du domaine du Château Rouge à partir de 1844 : rues Poulet, Frédéric (actuelle rue Myrha), Charles-Henri (actuelle rue Doudeauville), du Château (actuellement rue de Clignancourt) et Neuve-Poissonnière (élargie en 1863 pour former l'actuel boulevard Barbès)[20].

En 1840-1845, la construction de l'enceinte de Thiers laisse à l'extérieur de celle-ci une petite partie du territoire de la commune qui sera rattaché à Saint-Ouen en 1860.

Montmartre au XIXe siècle
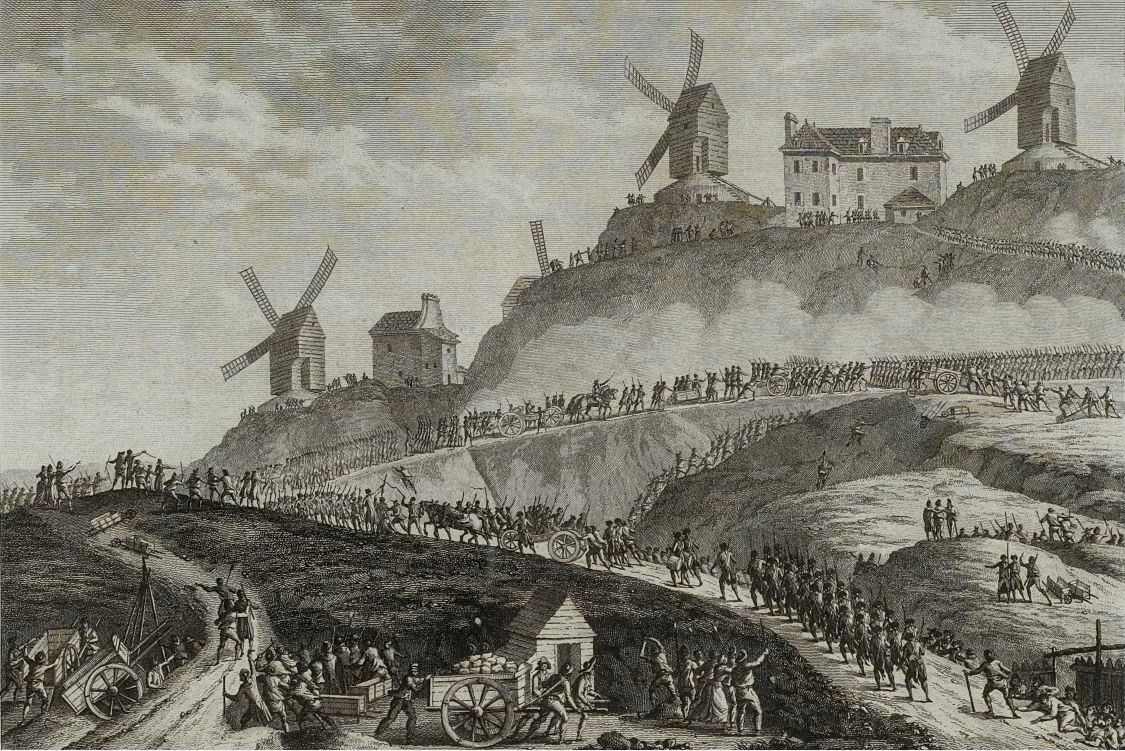
Canons de Paris portés à Montmartre (1789) Jean-Louis Prieur, musée de la Révolution française, Vizille, France.
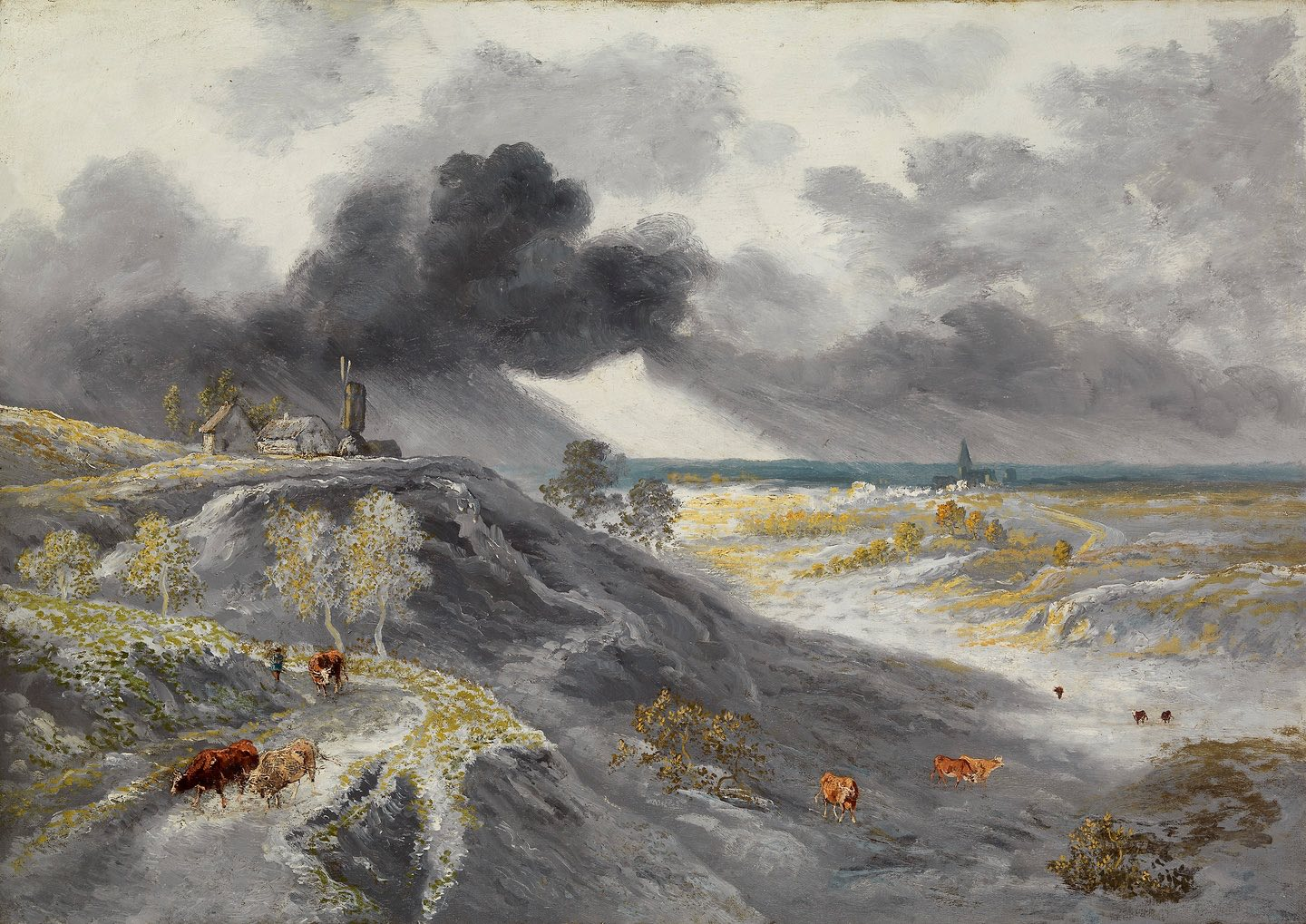
Montmartre sous la neige par Georges Michel (v. 1800).
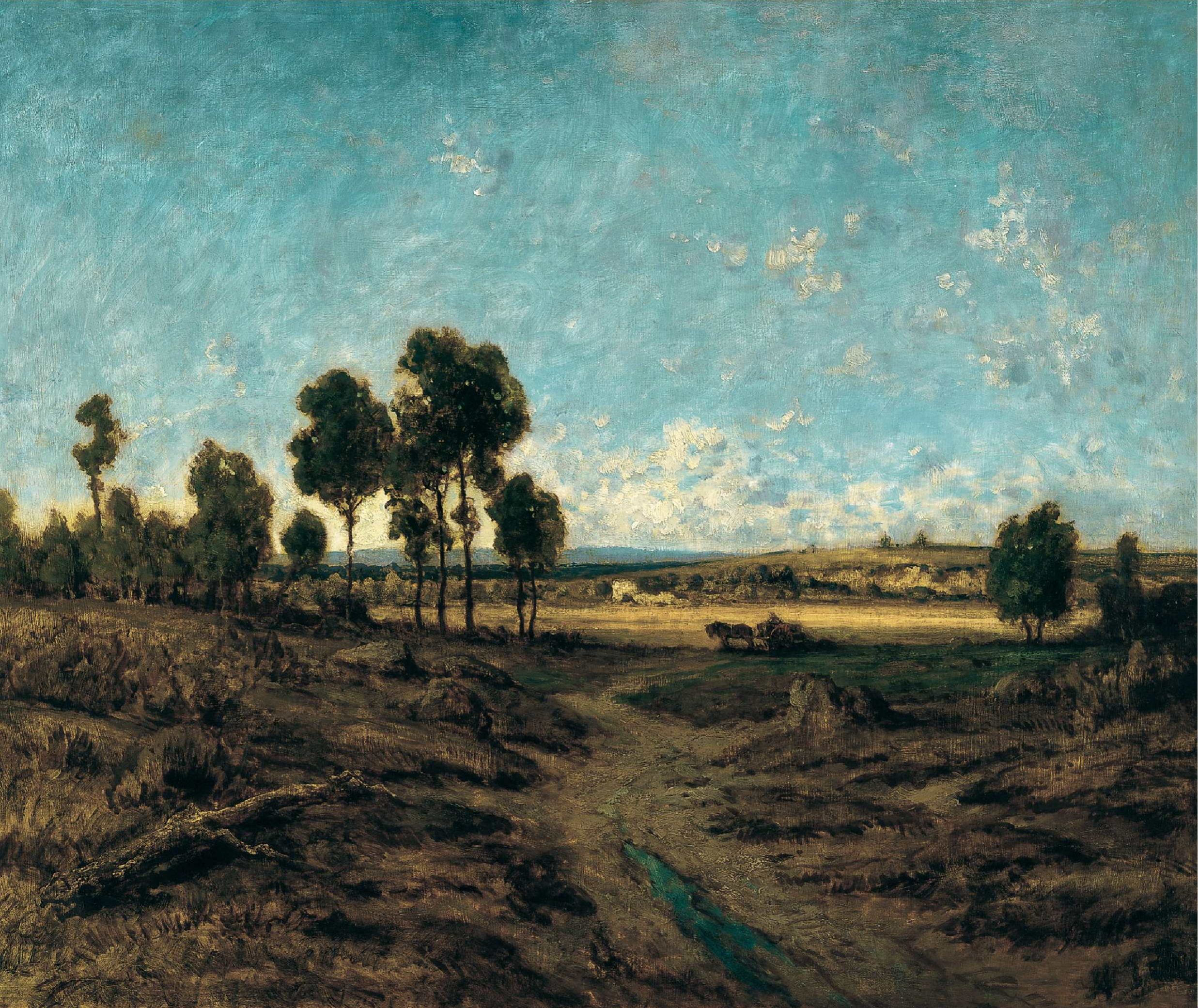
La Plaine vue de Montmartre (vers 1848), Théodore Rousseau, musée Thyssen-Bornemisza, Madrid, Espagne.
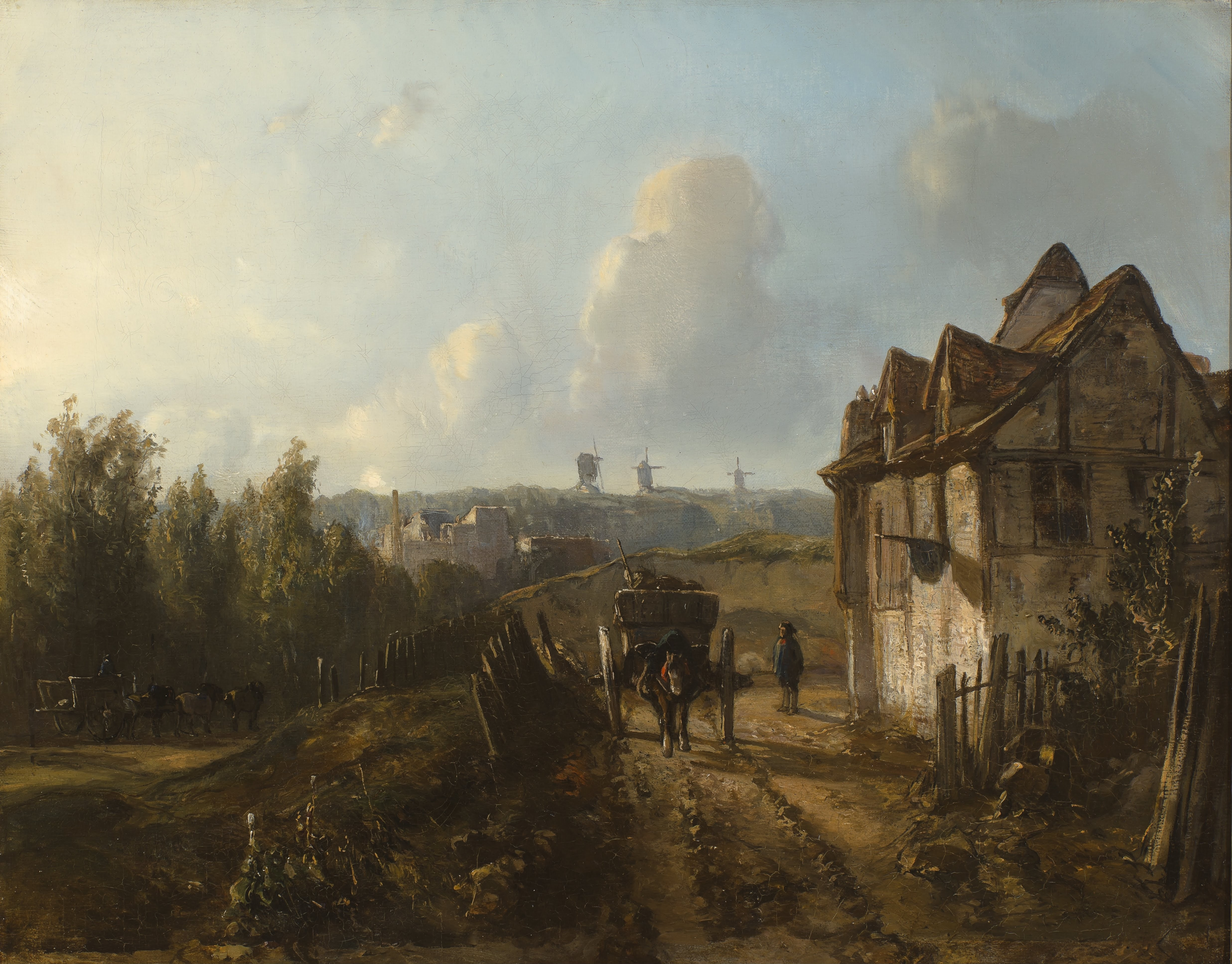
Vue de Montmartre (1850) Johan Barthold Jongkind, musée Boijmans Van Beuningen, Rotterdam, Pays-Bas.
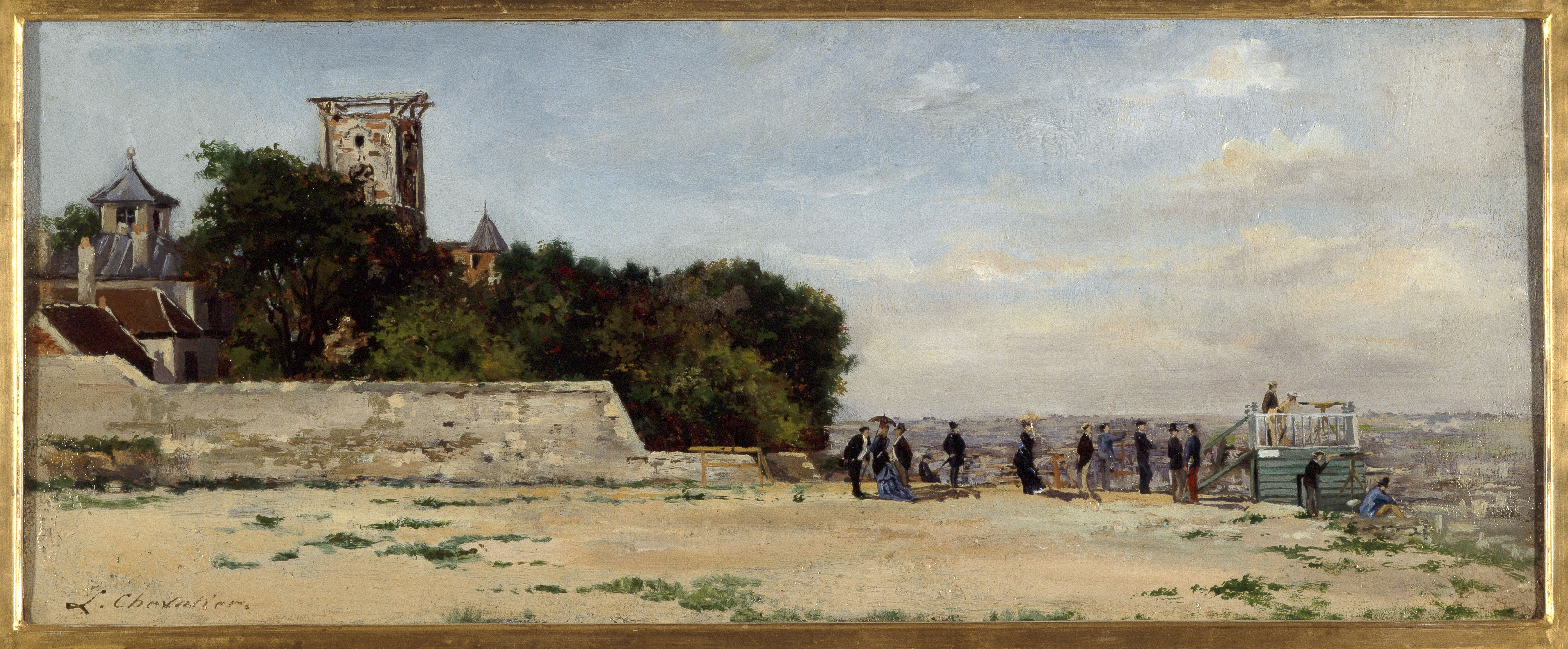
Le sommet de la butte Montmartre, avec la tour Solférino vers 1870.

#### Liste des maires
| Période | Période | Identité                           | Étiquette | Qualité |
| ------- | ------- | ---------------------------------- | --------- | --- |
| 1790    | 1801    | Nicolas Félix Desportes de Blinval |           | |
| 1801    | 1809    | M. Gandin                          |           | |
| 1810    | 1816    | Pierre Finot                       |           | |
| 1817    | 1828    | M. Faveret                         |           | |
| 1829    | 1831    | M. Bazin                           |           | |
| 1831    | 1842    | Jean-Louis Véron                   |           | Maire adjoint de 1809 à 1830                                                                                          |
| 1843    | 1847    | Alexandre Biron                    |           | |
| 1848    | 1850    | M. Vasse                           |           | |
| 1851    | 1854    | M. Piémontési                      |           | |
| 1855    | 1860    | Jean-Baptiste Michel de Trétaigne  |           | Baron, ancien médecin principal des armées de l'Empire, dernier maire de Montmartre, père de Léon Michel de Trétaigne |

### Depuis le rattachement à Paris en 1860

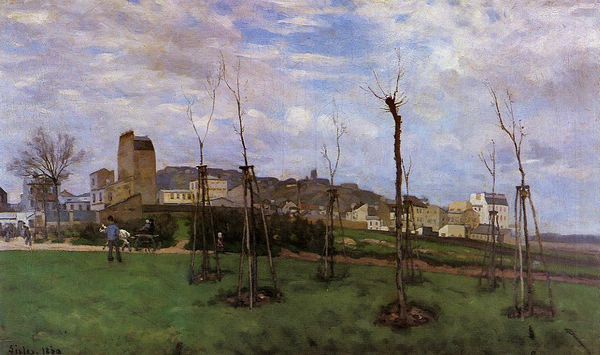
Alfred Sisley, Vue de Montmartre, depuis la Cité des Fleurs aux Batignolles (1869), musée de Grenoble.

Lors de l'extension de Paris du mur des Fermiers généraux à l'enceinte de Thiers, la commune de Montmartre est supprimée par la loi du et son territoire est réparti comme suit :
- la plus grande partie, située à l'intérieur de l'enceinte de Thiers, est rattachée à Paris au sein du 18e arrondissement, appelée « Butte-Montmartre » et répartie entre les quartiers des Grandes-Carrières, de Clignancourt, de la Goutte-d'Or et de la Chapelle[22] ;
- la petite partie restante, située hors des fortifications de l'enceinte de Thiers, est rattachée à la commune de Saint-Ouen[21].

C'est à Montmartre que se déclenche la Commune de Paris en 1871, après la volonté d'Adolphe Thiers et de son gouvernement de récupérer les canons de la Garde nationale qui étaient alors stationnés dans le quartier. Après l'arrestation et l'exécution de deux généraux dont l'un commandant une brigade chargée de les récupérer, plusieurs quartiers, dont celui de Montmartre se révoltent : c'est le début de la Commune qui durera du 18 mars 1871 jusqu'à la Semaine sanglante à la fin du mois de mai 1871.

### Le Montmartre actuel
Aujourd'hui, en 2025, Montmartre n'a aucune limite géographique précise : de même que le quartier du Marais, c'est un quartier parisien « historique » et non un « quartier administratif ». Il est délimité traditionnellement au nord par la rue Custine, à l'ouest par la rue Caulaincourt, au sud par les boulevards de Clichy et de Rochechouart, et à l'est par la rue de Clignancourt.
| Image externe |                            |
|               | Plan du Montmartre actuel. |

### Population

#### Habitants du maquis et des carrières

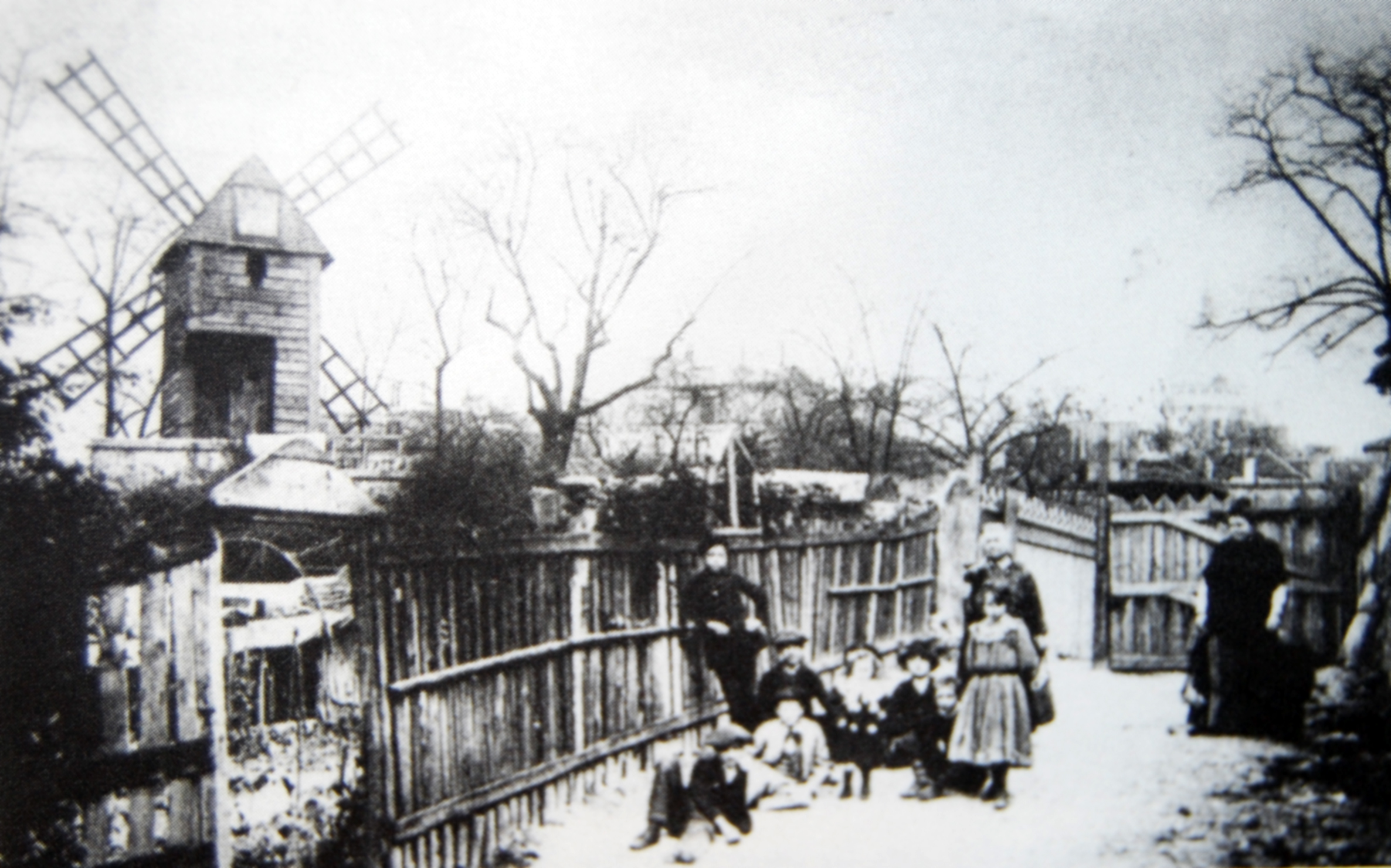
Le maquis de Montmartre où Amedeo Modigliani eut son premier atelier (photographie de 1918).

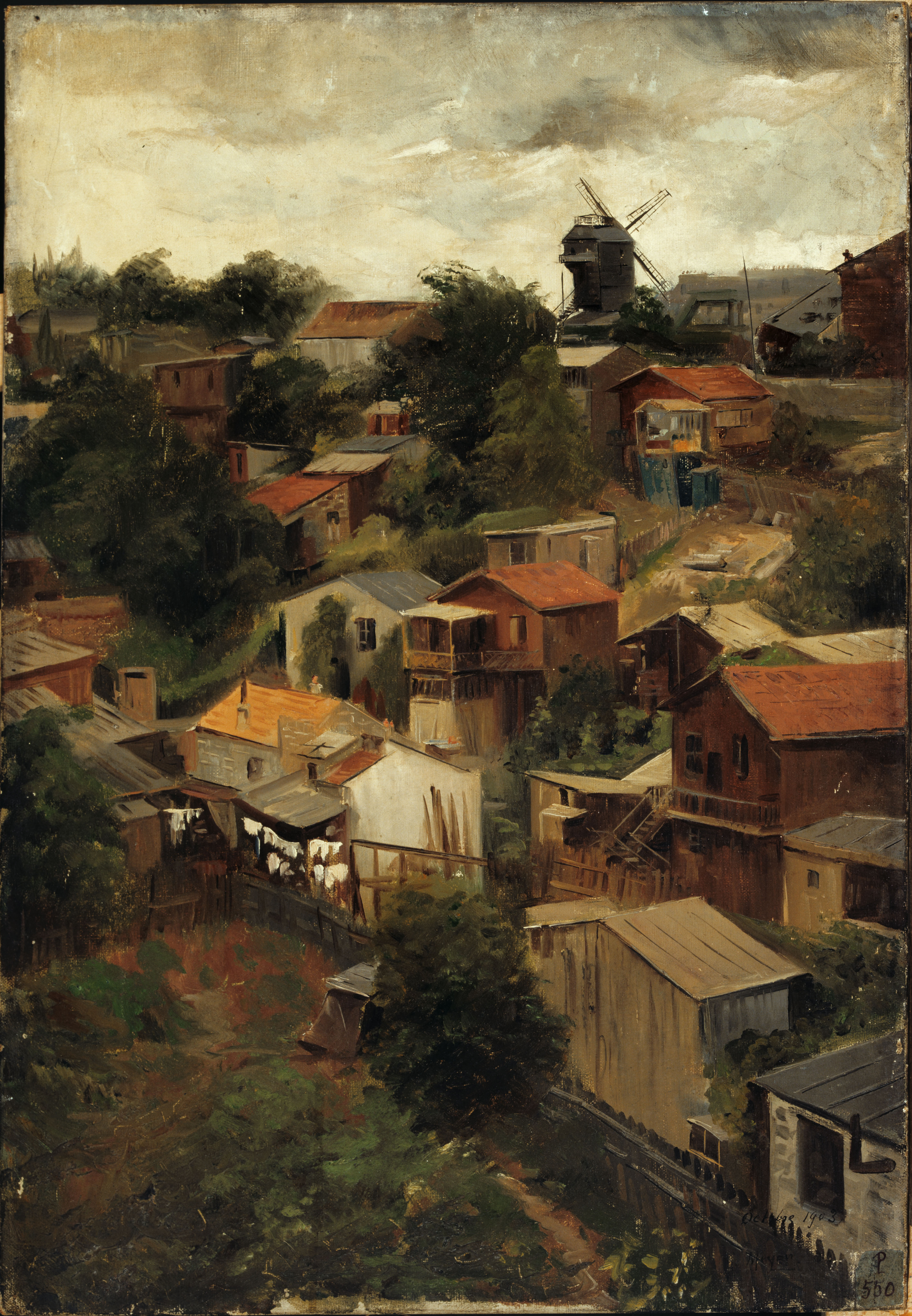
Le Maquis de Montmartre vu de la rue Caulaincourt par Lazar Meyer (1903).

Entre le XVIIIe siècle et le début du XIXe siècle, le Haut-Montmartre de la butte n'est pas un endroit bien famé, contrairement au Bas-Montmartre. Le Haut-Montmartre est appelé le « maquis de Montmartre » sis dans la zone comprise entre les actuelles rues Lepic et Caulaincourt, dont on peut voir un vestige de nos jours aux allures de petit parc tranquille autour du boulodrome ou encore à l'endroit du dit passage de la Sorcière. Ce terrain vague était construit de petits cabanons de bois hétéroclites et insalubres, dans lesquels s'agglomérait une population sans le sou composée d'ouvriers, de paysans déracinés ou d'artistes bohémiens : les rebuts de la société parisienne d'alors,.

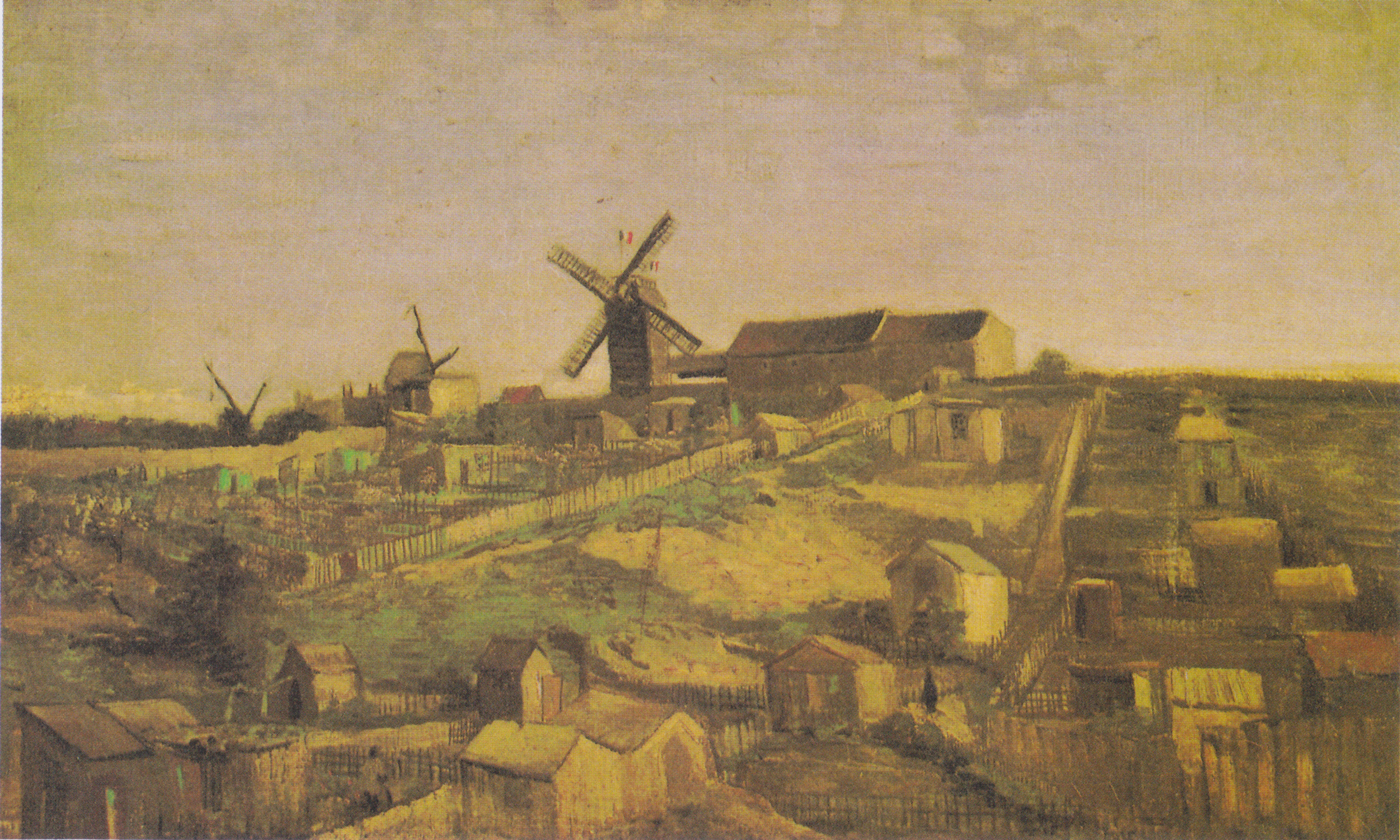
Vincent van Gogh, La Colline de Montmartre ou Vue de Montmartre et de ses moulins (1886), Otterlo, musée Kröller-Müller.

Si par ailleurs, la population de Montmartre est majoritairement composée de vignerons, de laboureurs et de meuniers tenant d'ailleurs cabarets ou guinguettes les dimanches et jours fériés, y habitent également les carriers, et les carrières de Montmartre ouvertes où ils travaillent offrent longtemps un refuge aux voleurs et aux vagabonds de la grande ville, jusqu'à ce qu'elles ferment.
Au milieu du XIXe siècle, cette population se transforme majoritairement en cabaretiers, propriétaires de guinguettes et de tables d'hôtes, avec une minorité se composant généralement d'employés, d'ouvriers, de petits rentiers chassés par les démolitions haussmanniennes de Paris et attirés par des loyers et certains produits de consommation (sans droits d'octroi à payer) moins chers qu'à Paris. Cette gentrification lui fait gagner en sécurité.

#### Artistes de Montmartre

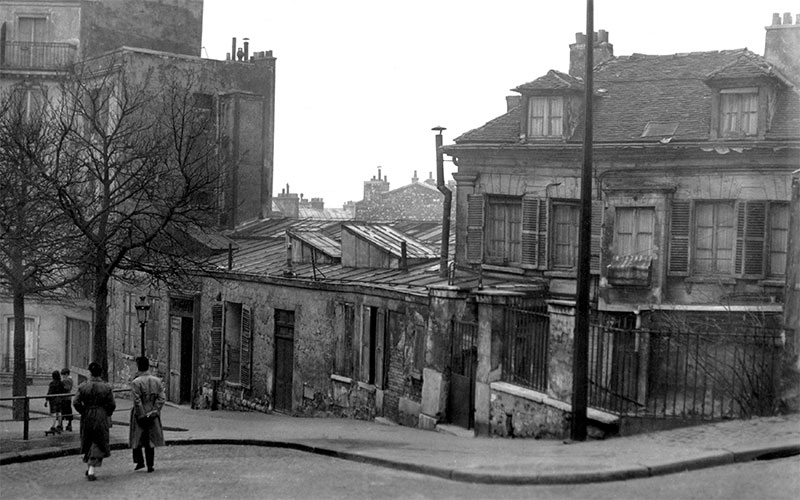
Le Bateau-Lavoir, vers 1910.

Aux XIXe et XXe siècles, Montmartre devient un lieu phare de la peinture, où notamment le Bateau-Lavoir ou la place du Tertre accueillent des artistes comme Camille Pissarro, Henri de Toulouse-Lautrec, Théophile Alexandre Steinlen, Vincent van Gogh, Maurice Utrillo, Amedeo Modigliani, Pablo Picasso, Carles Casagemas, La Goulue… Plus tard, les artistes peintres abandonnent peu à peu l'endroit, préférant se réunir désormais dans le quartier du Montparnasse situé sur la Rive gauche.
En 1930 cependant, est conçue la cité Montmartre-aux-artistes.

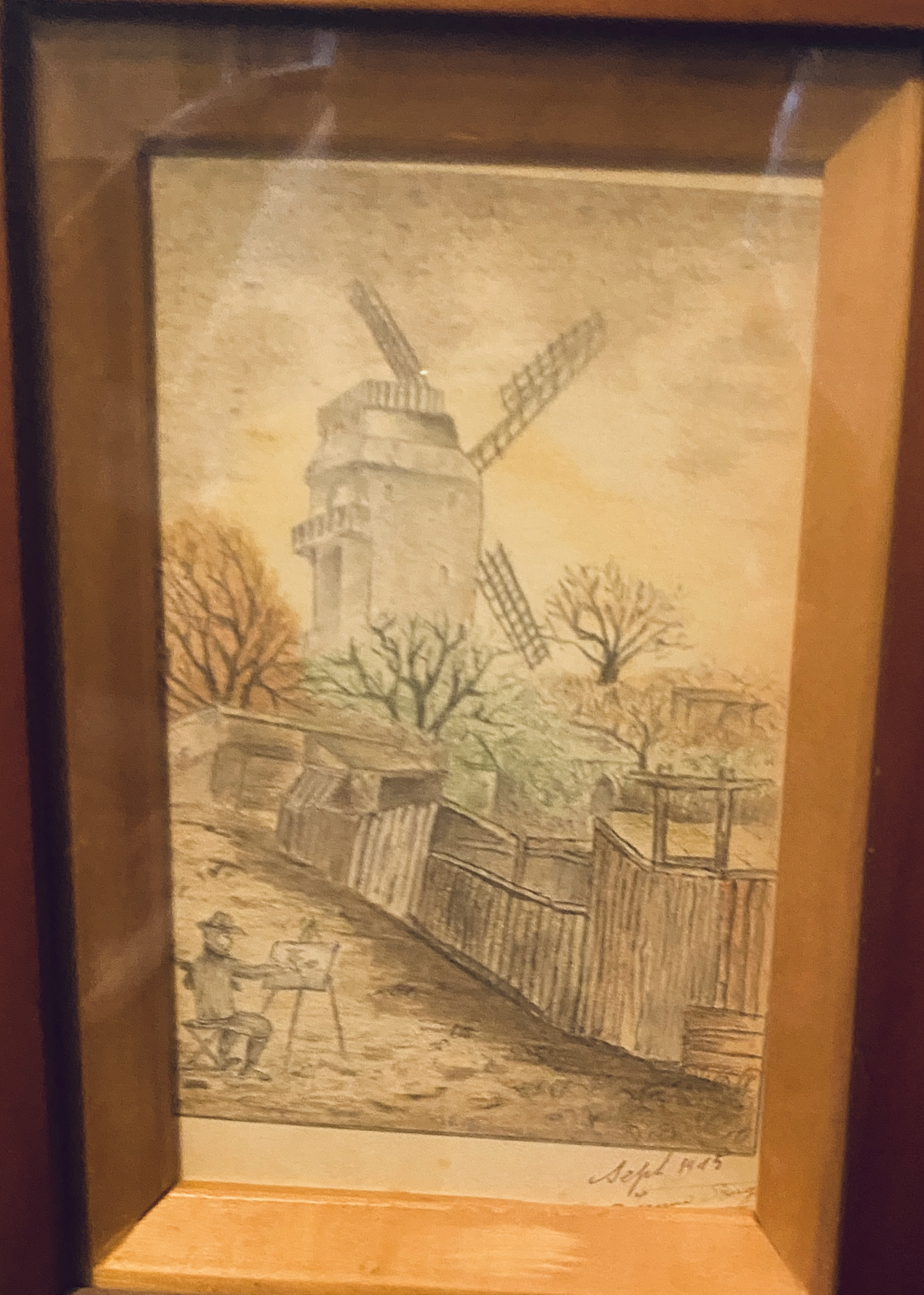
Petit croquis de Montmartre.

## Évolution démographique

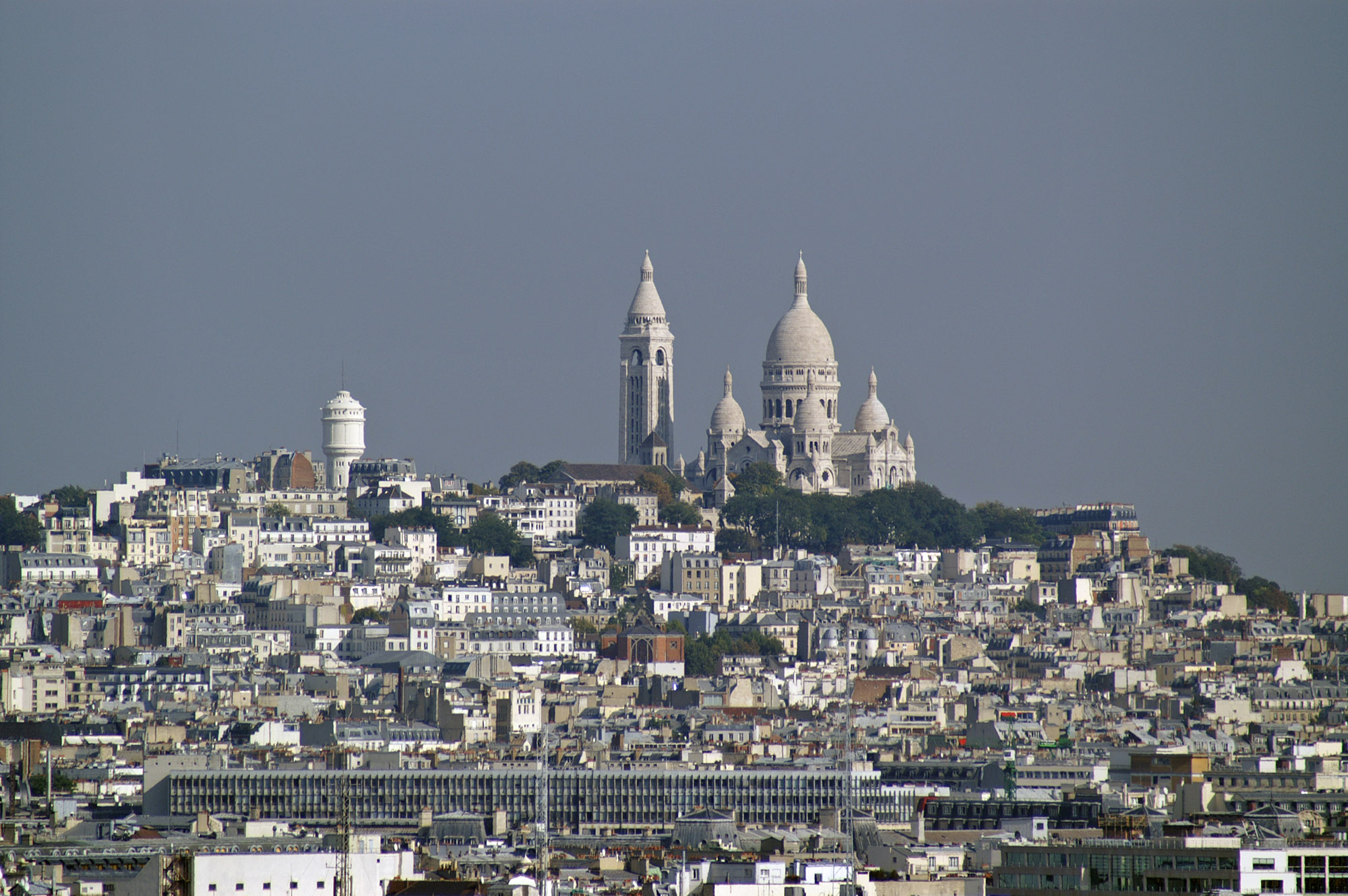
Vue du quartier et de ses nombreuses habitations

L'évolution du nombre d'habitants est connue à travers les recensements de la population effectués dans la commune entre 1793 et 1856.
En 1856, la commune comptait 36 450 habitants. La commune en tant qu'entité indépendante disparaît en 1860 lorsqu'elle est annexée par Paris. Pour l'essentiel, l'ancienne commune correspond à la moitié ouest du nouveau 18e arrondissement, mais ils ne se retrouvent pas trait pour trait et une poursuite de l'étude démographique à périmètre constant est difficile à établir.
| 1793  | 1800 | 1806 | 1821  | 1831  | 1836  | 1841  | 1846   | 1851   |
| ----- | ---- | ---- | ----- | ----- | ----- | ----- | ------ | ------ |
| 1 146 | 628  | 438  | 2 206 | 4 571 | 6 847 | 7 802 | 14 710 | 23 112 |

| 1856   | - | - | - | - | - | - | - | - |
| ------ | - | - | - | - | - | - | - | - |
| 36 450 | - | - | - | - | - | - | - | - |

## Géologie
La butte Montmartre est une des collines de Paris, des buttes-témoins formées de part et d'autre de la Seine. Ces buttes oligocènes, constituées d'horizons gypseux et de marnes intercalaires du Ludien, sont des vestiges de l'ancienne extension de différentes plates-formes résistantes du calcaire grossier du lutétien et de la craie du crétacé, entamées par l'érosion régressive.

## Lieux et monuments

### Un haut lieu religieux parisien

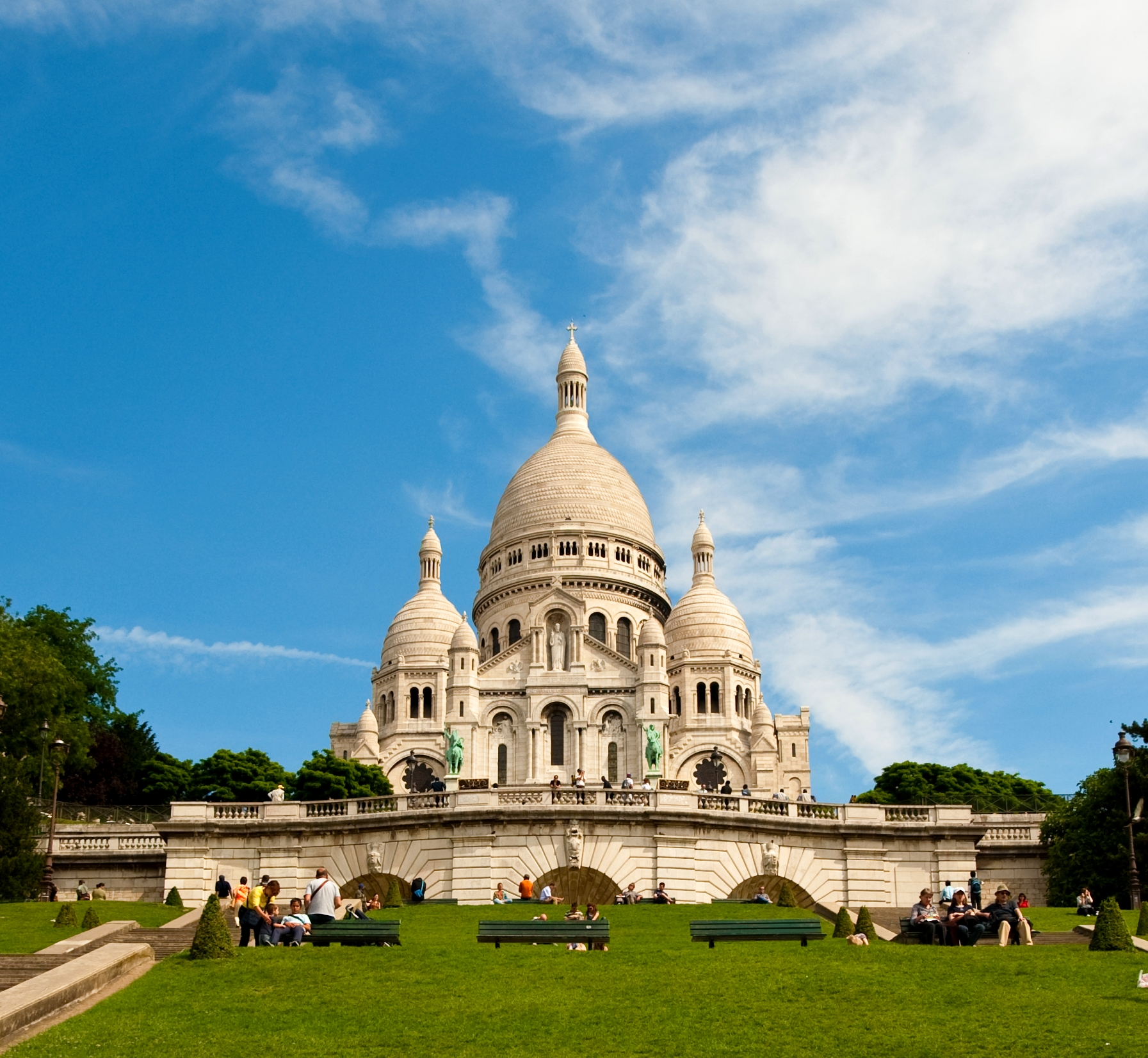
La basilique du Sacré-Cœur de Montmartre.

La colline de Montmartre est célèbre pour abriter :
- la basilique du Sacré-Cœur de Montmartre ;
- l'église Saint-Pierre de Montmartre ;
- l'église Saint-Jean de Montmartre ;

et trois communautés religieuses :
- des religieuses de Notre-Dame du Cénacle, congrégation internationale née en 1826 en Ardèche, présente sur la butte Montmartre depuis 1890 ;
- des carmélites, contemplatives cloîtrées partageant leurs journées entre les offices, la méditation et les travaux manuels ;
- les bénédictines du Sacré-Cœur de Montmartre, contemplatives vouées à la prière et à « l’adoration perpétuelle » dans la basilique, où elles accueillent des groupes d'enfants, de jeunes ou d'adultes pour des retraites ou des réunions de prière.

### Salles de spectacles

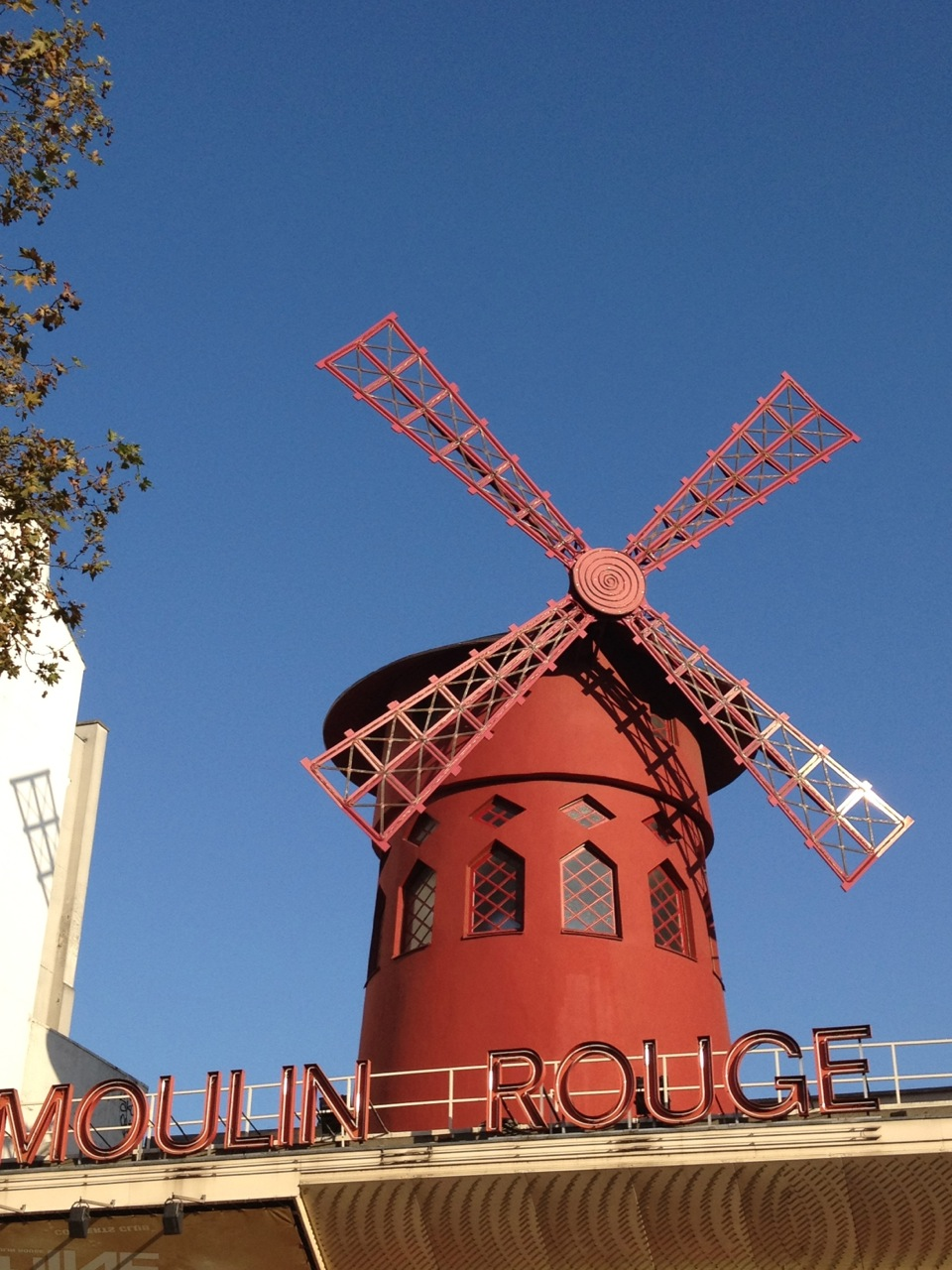
Le Moulin-Rouge.

- le théâtre des Abbesses, deuxième salle du Théâtre de la Ville, consacré à la danse et à la musique ;
- le théâtre de la Manufacture des Abbesses, lieu de découverte et d'accueil pour le théâtre contemporain ;
- les salles de spectacles du boulevard de Rochechouart : La Cigale, l'Élysée-Montmartre, Le Trianon, la Boule Noire, inspirées des cabarets du XIXe siècle ;
- le théâtre de l'Atelier, situé place Charles-Dullin, un des rares théâtres parisiens du XIXe siècle encore en activité aujourd'hui ;
- le Moulin Rouge au sud ;
- les cabarets Le Chat noir et le Lapin Agile, ainsi que La Maison Rose, dirigée par la danseuse Germaine Pichot, fréquentés par de nombreux artistes français et étrangers au début du XXe siècle ;
- le Moulin de la Galette ;
- le cabaret de Patachou, cabaret le plus célèbre de Paris dans les années 1950-1960, où débuta Georges Brassens et où Édith Piaf chanta pour la dernière fois en public. Actuellement s'y sont installés la galerie Roussard et le Centre d'étude des peintres à Montmartre ;
- les cabarets de la place Pigalle ;
- le cinéma Studio 28, créé — comme son nom l'indique — en 1928 ;
- le Funambule Montmartre[35], un petit théâtre d’une centaine de places ouvert en 1987 qui accueille aussi bien des comédies que des pièces plus littéraires[36] ;
- le théâtre Lepic, anciennement Ciné 13 Théâtre, situé avenue Junot .

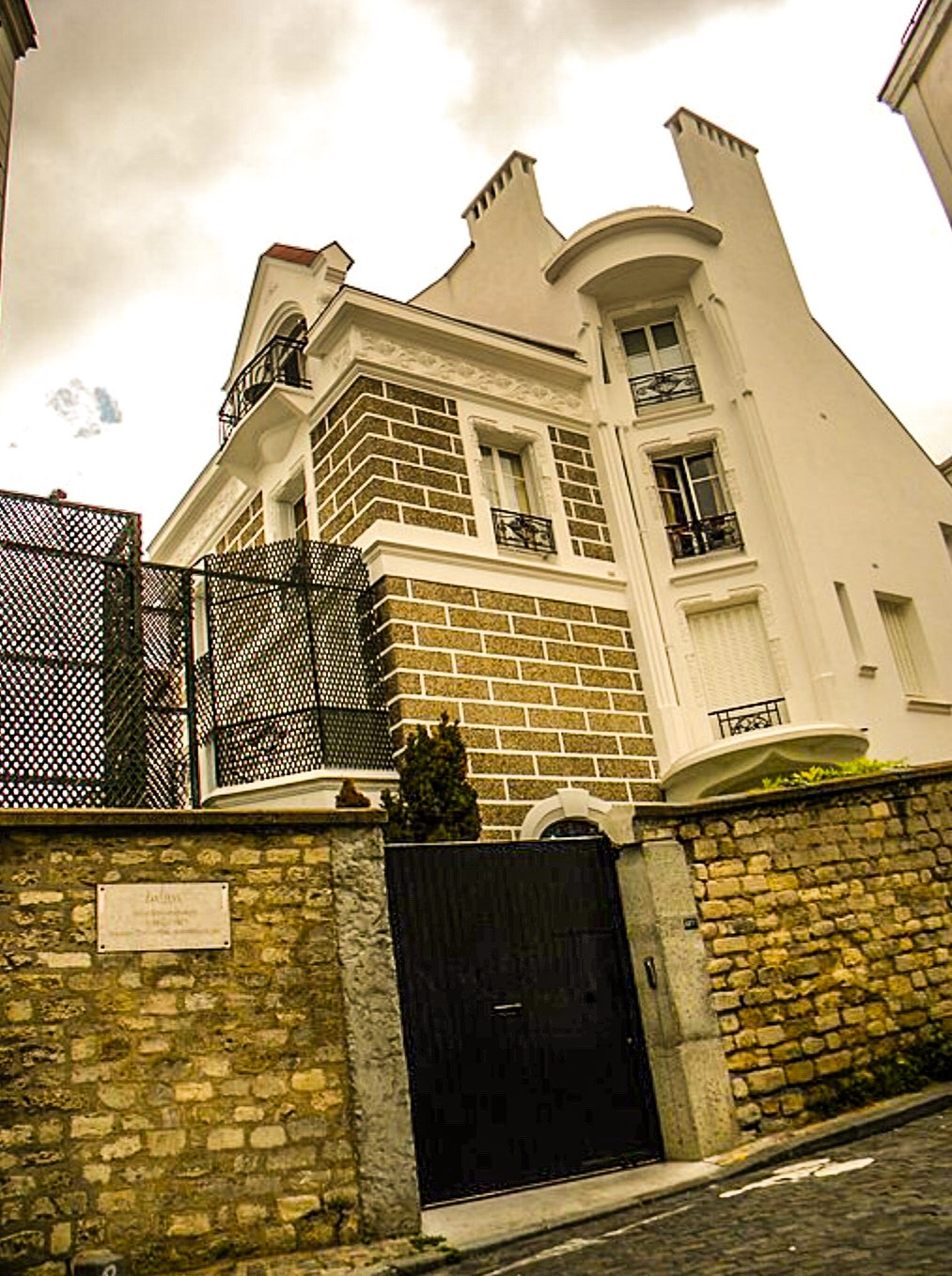
La maison de Dalida.

### Musées
- Le musée de Montmartre.
- l’Espace Dalí, consacré aux œuvres de l’artiste surréaliste.
- la maison de Dalida, rue d'Orchampt, et la place Dalida.
- la maison d'Erik Satie.
- le musée d'Art Naïf – Max Fourny.

### Autres lieux et manifestations

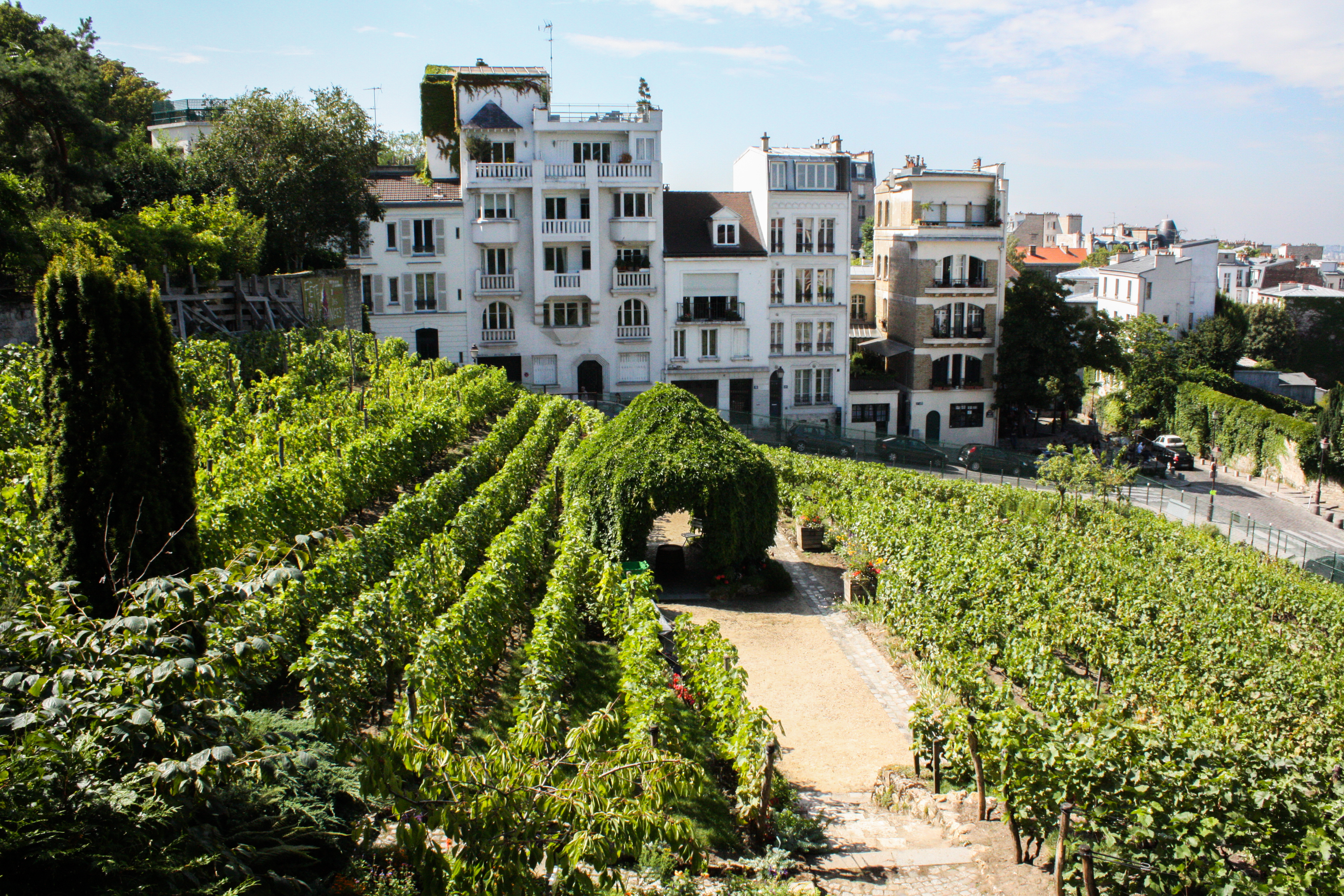
La vigne de Montmartre.

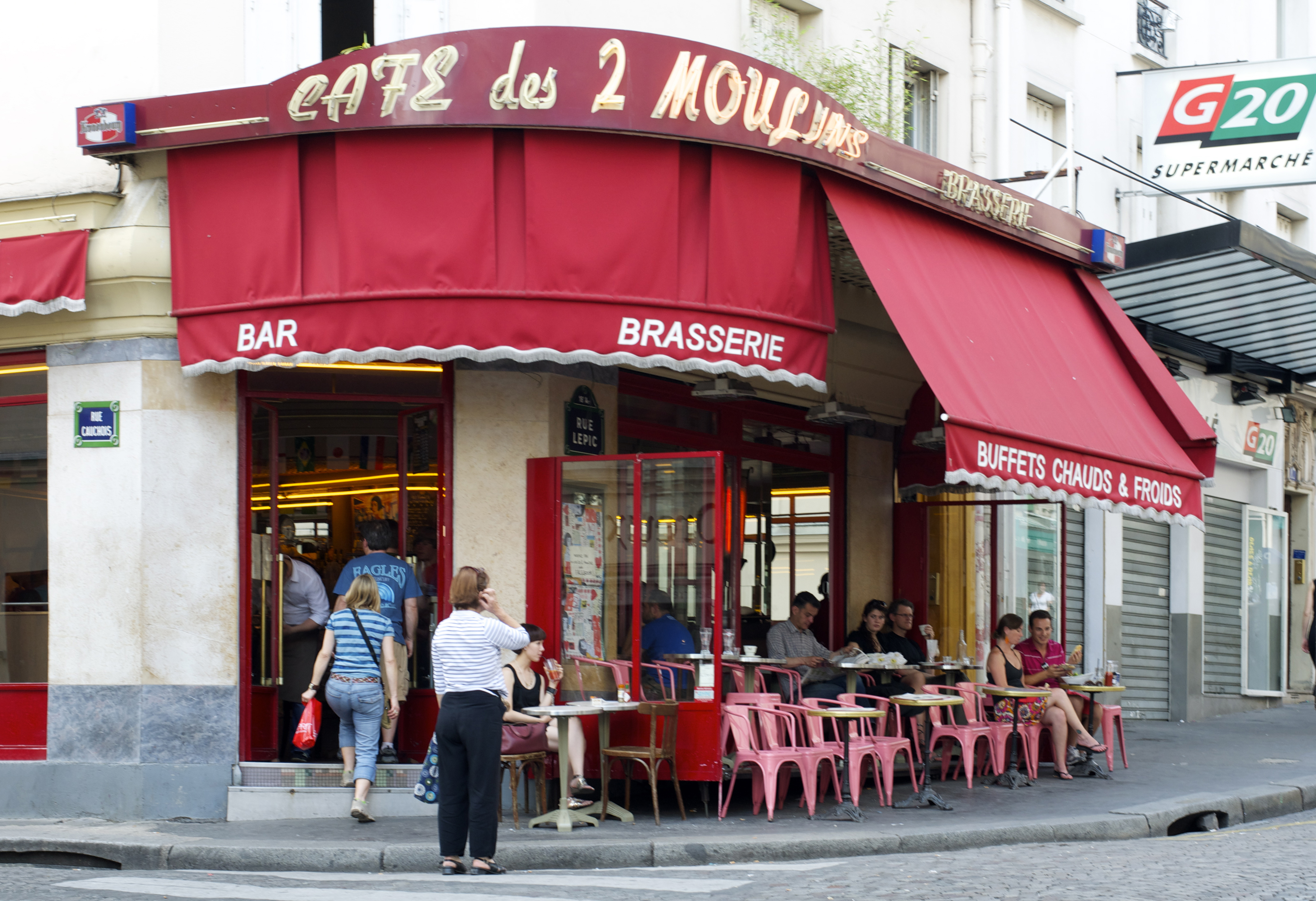
Le café des 2 Moulins.

- La place du Tertre, où de nombreux peintres peignent pour le plaisir des touristes; on y trouve des restaurants aux décors préservés ainsi qu'une grande galerie d'art.
- Le marché Saint-Pierre, quartier des marchands de tissus au sud-est.
- Les quartiers populaires accueillant une forte population d'immigrés : Barbès (Maghreb) au sud-est, Château Rouge (Afrique noire) à l'est.
- L'Asile royal de la Providence de Montmartre.
- Le cimetière de Montmartre.
- La célèbre et très chantée rue Lepic avec son café des 2 Moulins, rendu célèbre par le film Le Fabuleux Destin d'Amélie Poulain.
- La vigne de Montmartre, rue Saint-Vincent, le plus connu des vignobles de Paris (il y en a d'autres, notamment dans le parc Georges-Brassens dans le 15e arrondissement). Son vin est vendu assez cher ; le gain sert à soutenir des institutions sociales. Il est surplombé par de beaux bâtiments des années 1920.
- Le funiculaire de Montmartre, qui permet de gravir la butte sans fatigue.
- La place Émile-Goudeau, où le Bateau-Lavoir accueillit de grands peintres.
- La cité Montmartre-aux-artistes.
- La statue du chevalier de la Barre, victime de l'intolérance religieuse.
- La Fête des vendanges de Montmartre, qui rassemble plus de 500 000 personnes le deuxième week-end d'octobre chaque année.
- La Halle Saint-Pierre, musée consacré à l'art brut, singulier, outsider.
- La Fémis (Fondation européenne des métiers de l'image et du son), école supérieure de cinéma, dans les bâtiments des anciens studios de la société Pathé.
- Kadist, organisation interdisciplinaire d'art contemporain avec une collection d'art contemporain internationale.
- Le jardin des Arènes de Montmartre : fermé d’ordinaire au public, il accueille ponctuellement des manifestations culturelles.
- Place Marcel-Aymé, une sculpture réalisée en 1983 par Jean Marais, ornant le mur de la rue Norvins, devant la maison de Marcel Aymé, évoque Le Passe-Muraille.
- Mur des je t'aime

## Galerie

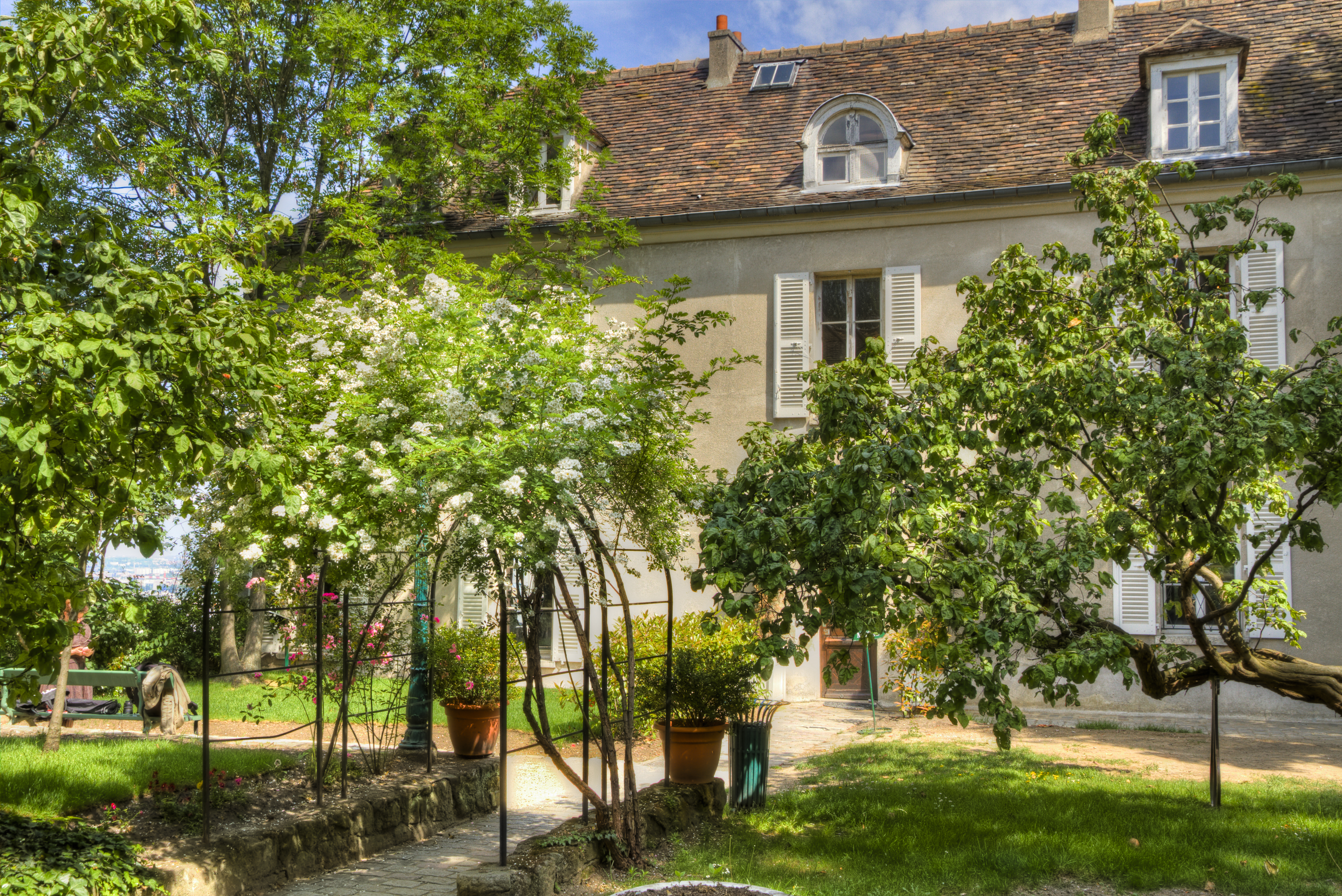
Le musée de Montmartre, rue Cortot.
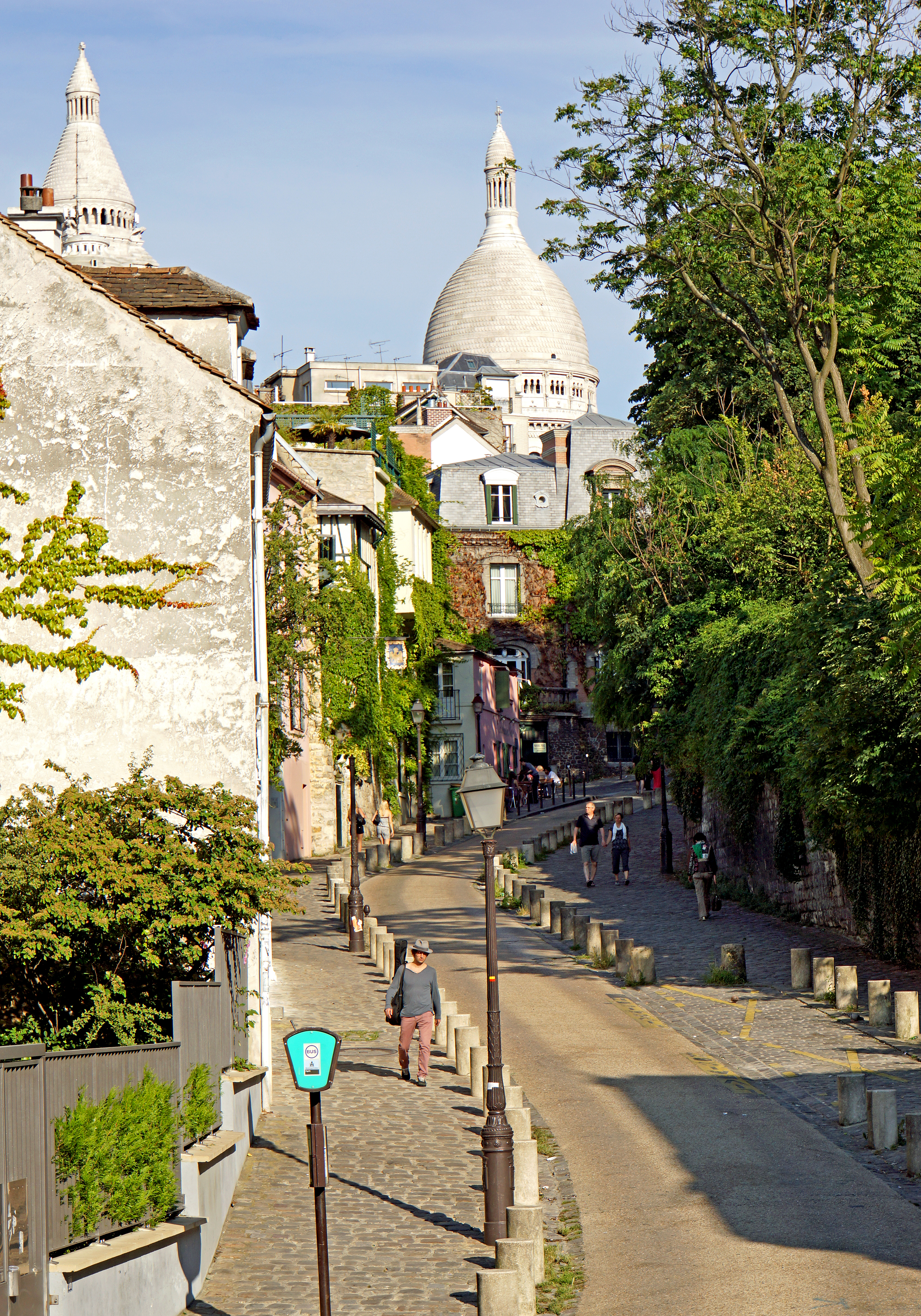
La rue de l’Abreuvoir.
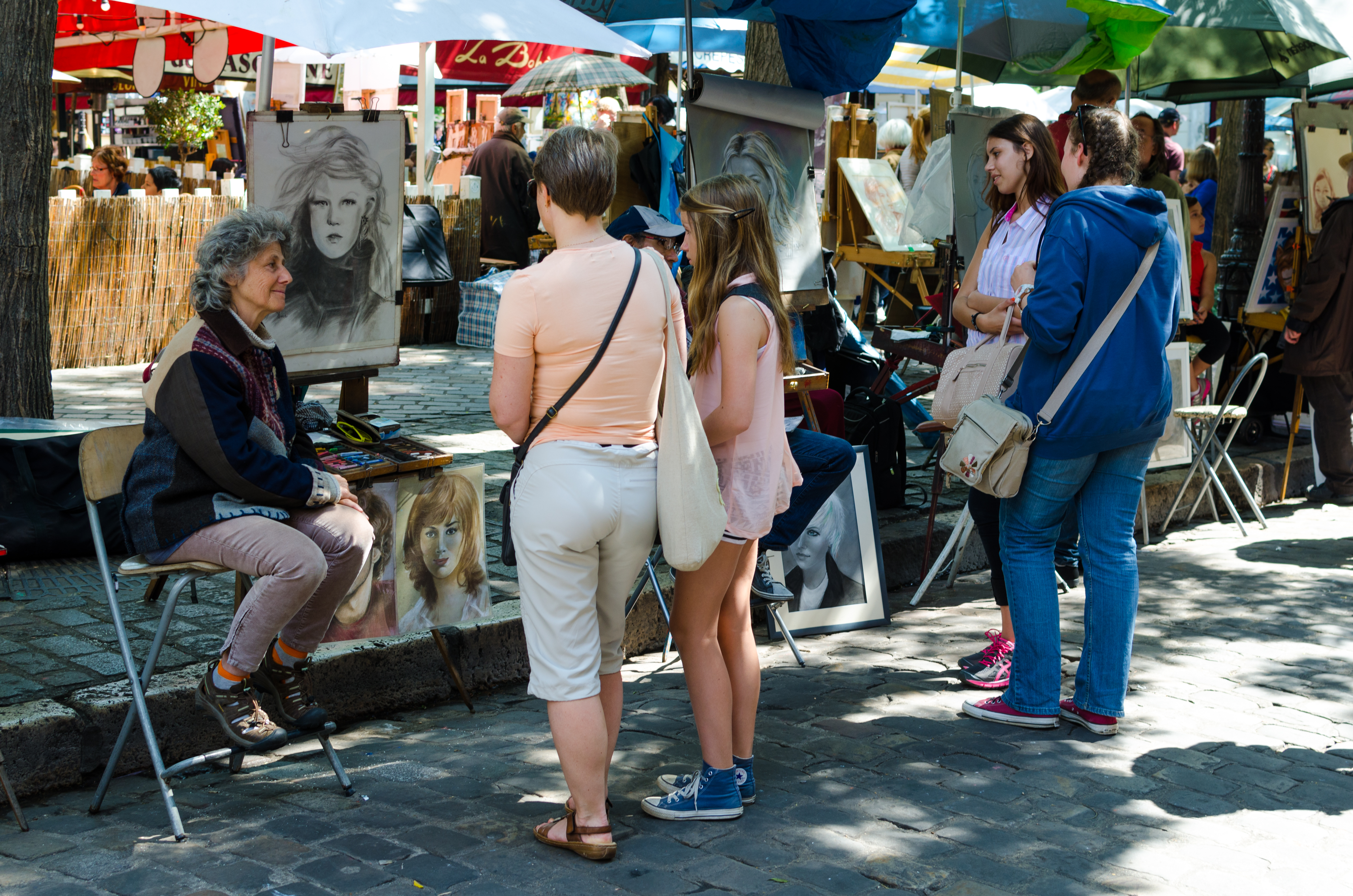
Les peintres et les portraitistes de la place du Tertre.
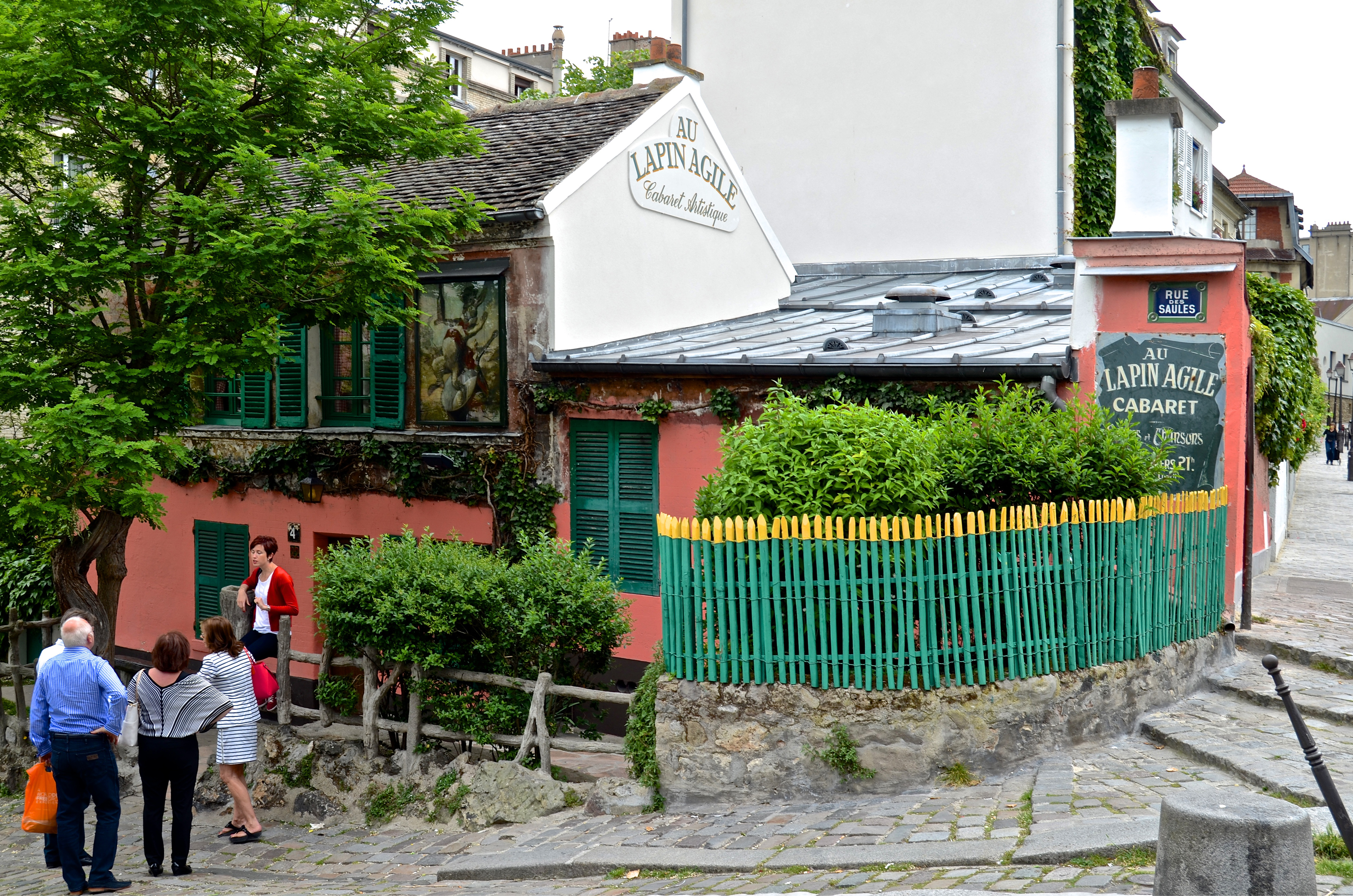
Au Lapin Agile, cabaret situé rue des Saules.
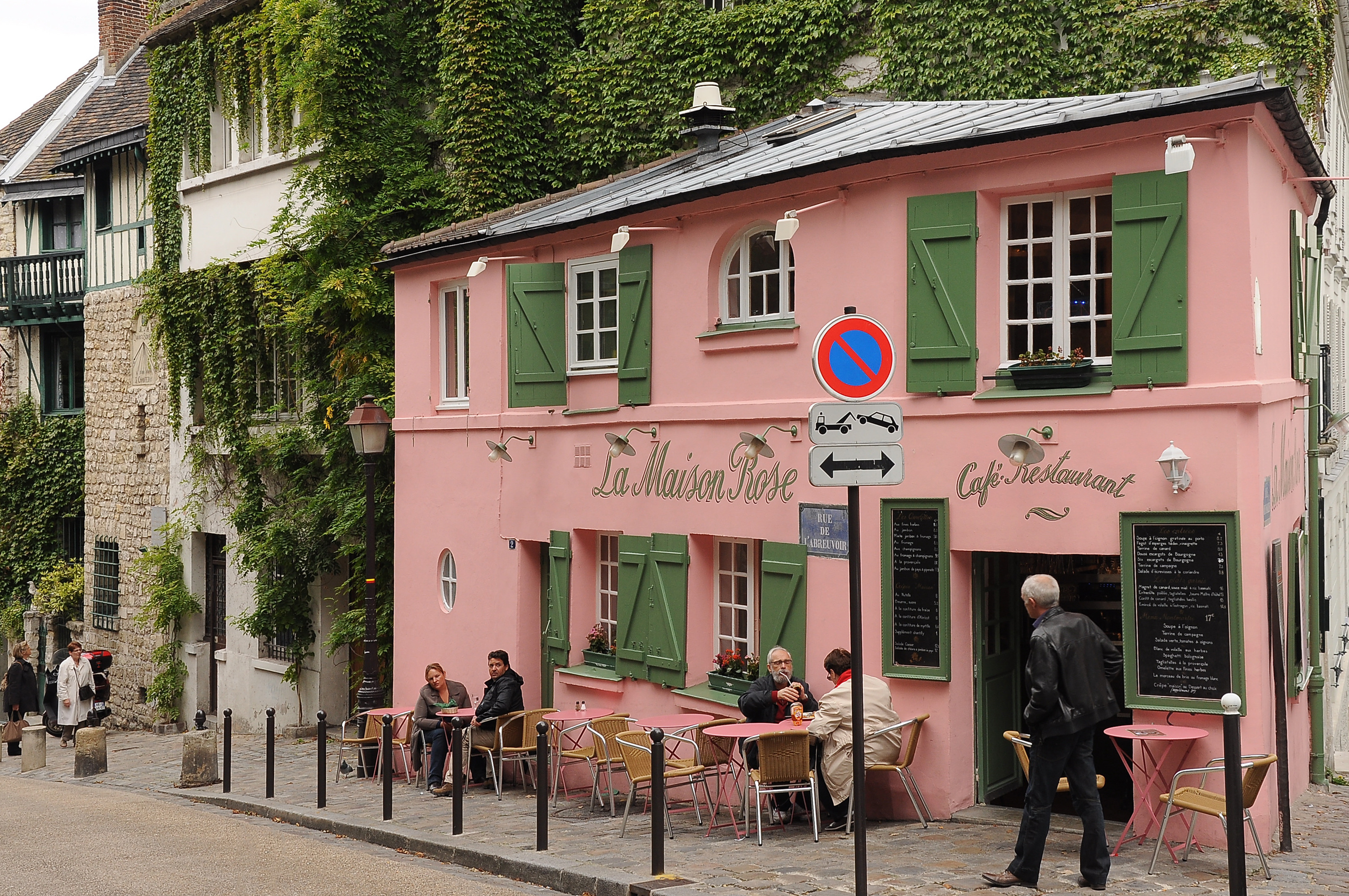
La Maison Rose de Germaine Pichot, située rue des Saules.
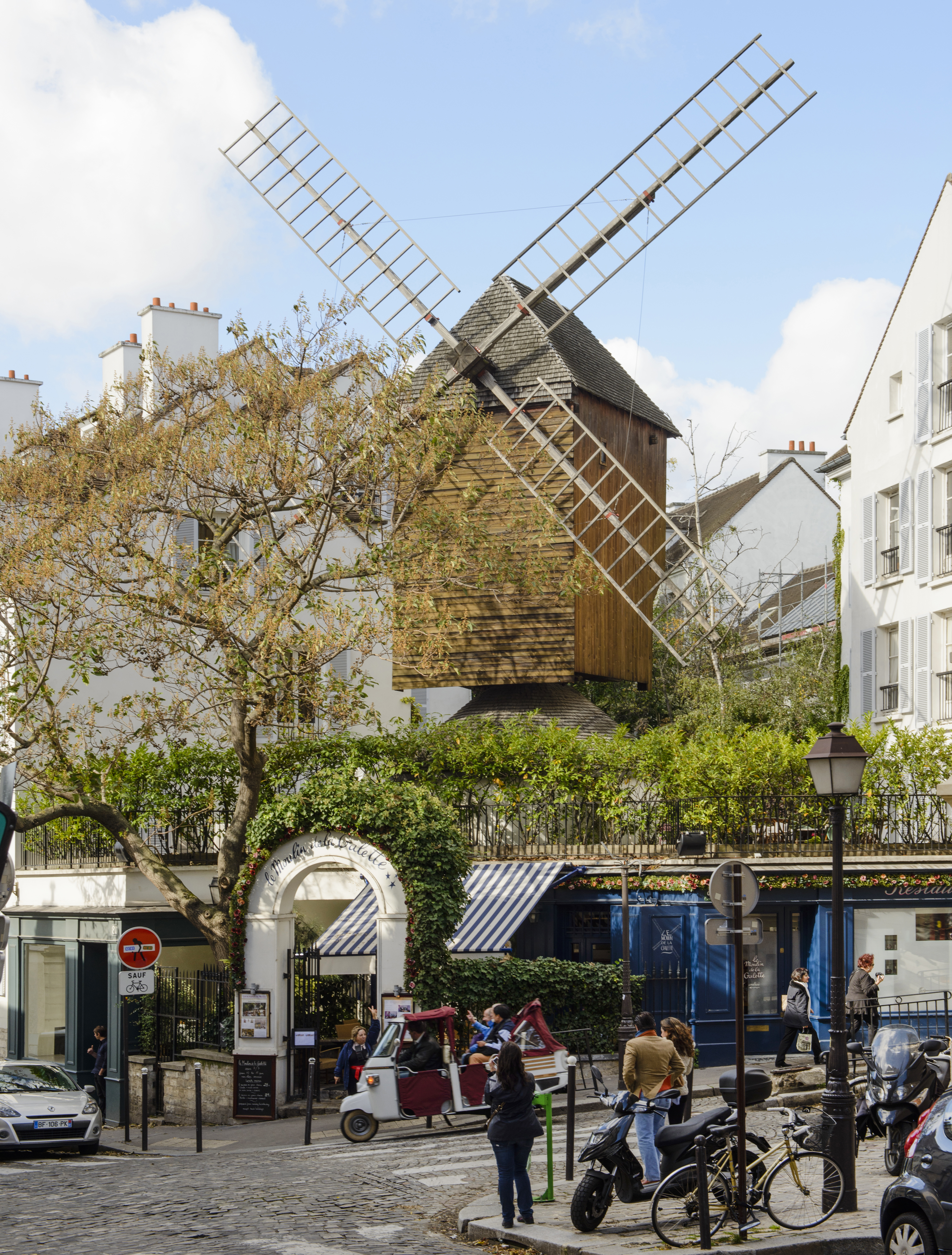
Le moulin de la Galette, à l'angle de la rue Lepic et de la rue Girardon.
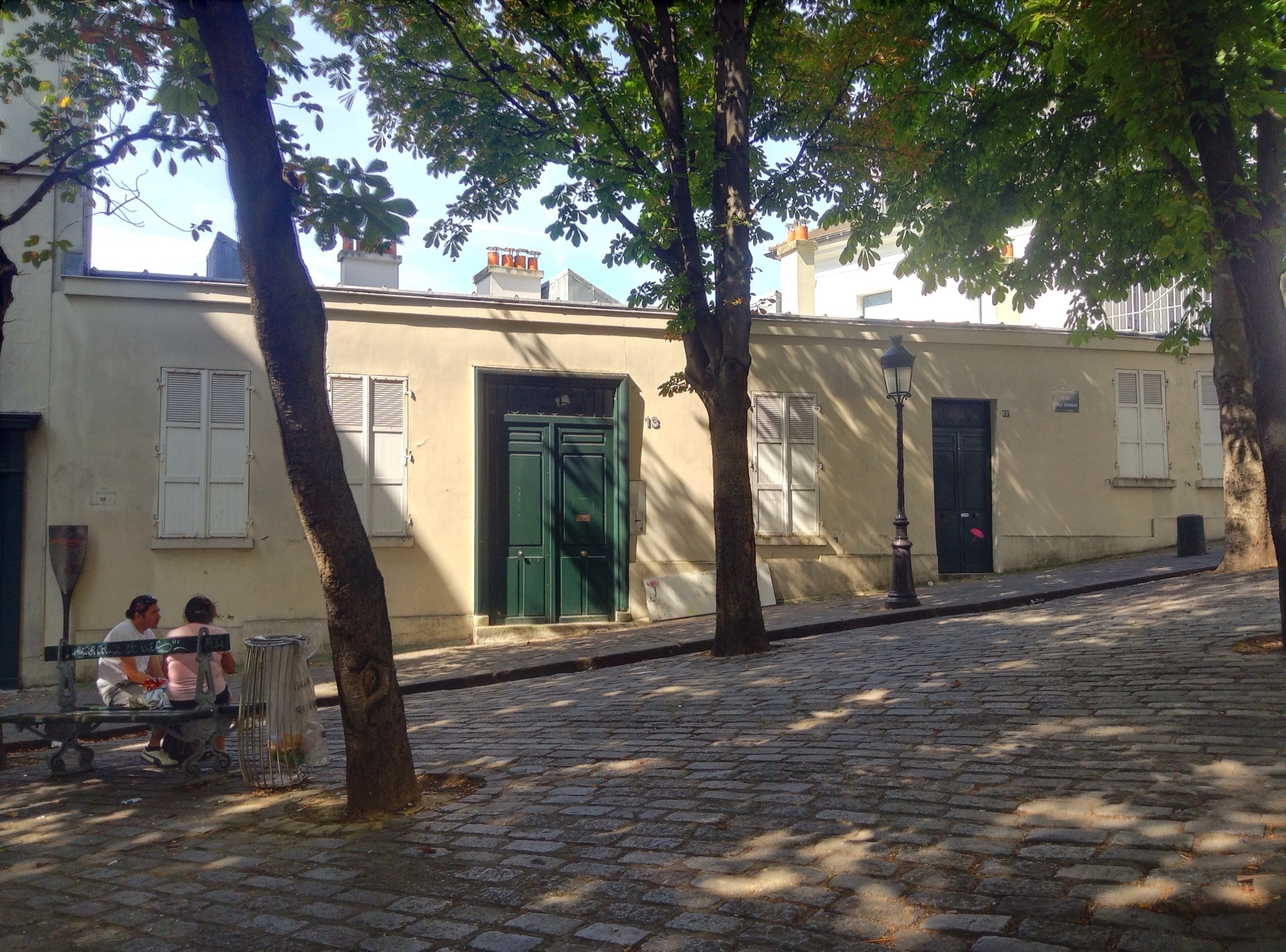
Le Bateau-Lavoir, célèbre cité d'artistes située place Émile-Goudeau.
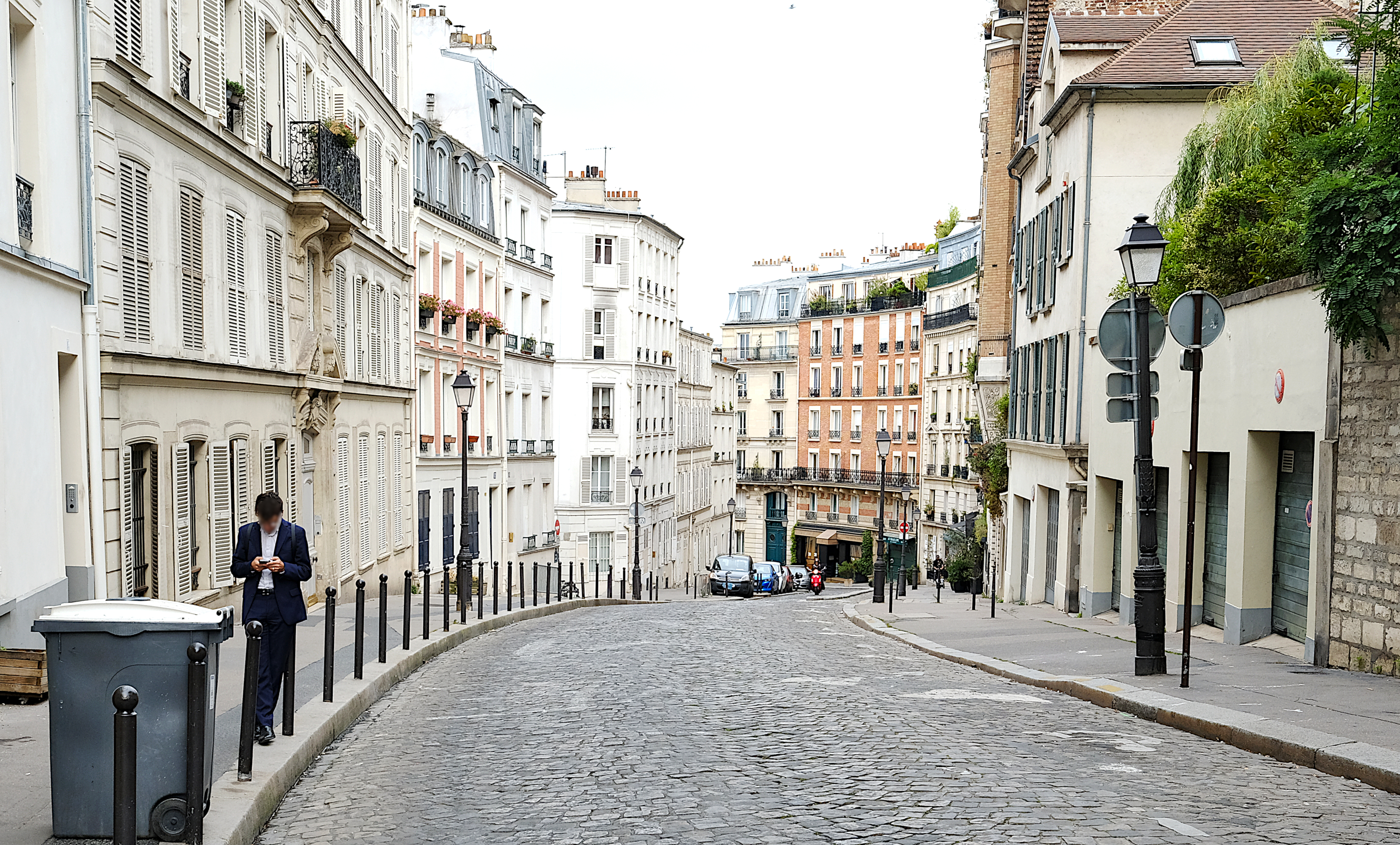
Les pavés de la rue Lepic.

## Personnalités

### Personnes célèbres nées à Montmartre
- Albéric Magnard, compositeur.
- Jean-Pierre Cassel, acteur.
- Vincent Cassel, acteur.
- Émile de Specht, peintre.
- Jean Gabin, acteur.
- Charles Friant (en), chanteur d'opéra comique.
- Jean Parfait Friederichs, général et baron de l'Empire.
- Gen Paul, peintre.
- Paul Langevin, physicien.
- André Malraux, écrivain et ministre.
- Jean Renoir, réalisateur.
- Robert Sabatier, écrivain.
- Michel Sardou, chanteur.
- Maurice Utrillo, peintre.
- Virginie Lemoine, actrice.
- Fabrice Luchini, acteur.

### Personnes célèbres vivant ou ayant vécu à Montmartre

#### Comédiens
- André Antoine
- Jeanne Balibar
- Richard Berry
- Julien Boisselier
- Audrey Dana
- Irène Jacob
- Mélanie Laurent
- Christophe Lemoine
- Robert Le Vigan
- Jean Marais
- Isabelle Nanty
- Helena Noguerra
- Pieral
- Dominique Pinon
- Jean-Paul Rouve
- Mélanie Thierry
- Bruno Solo
- Fiona Gélin
- Virginie Lemoine
- Hermine de Clermont-Tonnerre
- Didier Bourdon
- Gérard Jugnot
- Michaël Youn
- Lorànt Deutsch
- Charles Berling
- Gisèle Casadesus
- François Perrot
- Valérie Steffen
- Salomé Lelouch

#### Écrivains
- Marcel Aymé
- Léon Bloy
- Aristide Bruant
- Francis Carco
- Patrick Cauvin
- Louis-Ferdinand Céline
- Roland Dorgelès
- Max Jacob
- Pierre Mac Orlan
- Patrick Modiano
- Bernard Morlino
- Gérard de Nerval
- Louis Nucéra
- Adolphe Paupe
- Jacques Prévert
- Pierre Reverdy
- Jean-Louis Vallas
- Boris Vian
- André Warnod

#### Musiciens
- Arthur H
- Thomas Bangalter
- Alain Bashung
- Hector Berlioz
- Brigitte
- Cassius
- Dalida
- Doc Gynéco
- Ekoué
- Fréhel
- Serge Gainsbourg
- Alex Gopher
- Guy-Manuel de Homem-Christo
- Xavier Jamaux
- Philippe Katerine
- Monique Morelli
- Claude Nougaro
- Patachou
- Albert Raisner
- Arthur Rubinstein
- Erik Satie
- Pedro Winter
- Raphaël
- Olivia Ruiz
- Alain Turban
- Natasha St-Pier
- Hélène Ségara
- Étienne Daho
- Jean-Luc Lahaye
- Dick Rivers

#### Peintres
- Tony Agostini
- Yvette Alde
- Maurice Asselin
- Marguerite Bermond
- Emile Bernard
- Roland Bierge
- Eugène Boch
- Georges Braque
- Ruben Camacho
- Carles Casagemas
- Jean-Pierre Ceytaire
- Nathalie Chabrier
- Roland Chanco
- Jean Chapin
- Roger Crusat
- Bernard Damiano
- Gabriel Dauchot
- Marcelle Deloron
- Frédéric Deshayes
- Roland Dubuc
- Raoul Dufy
- Pierre Dumont
- Roger Forissier
- Frank-Will
- Othon Friesz
- Aline Gagnaire
- Demetrios Galanis
- José Galván
- Lucien Genin
- Charles Genty
- Juan Gris
- Roger Guit
- François Heaulmé
- Pierre Hodé
- Georges Joubin
- Monique Journod
- Jean Joyet
- Jean Julien
- Henri Landier
- Étienne Leroy
- Élisée Maclet
- Georges Manzana-Pissarro
- Carlo Marangio
- Mawig
- Georges Michel
- Amedeo Modigliani
- Guillemette Morand
- Charles Naillod
- Jean Navarre
- Roland Oudot
- Léopold Pascal
- Gen Paul
- Pablo Picasso
- Ramon Pichot
- Ludovic-Rodo Pissarro
- Michel-Marie Poulain
- Francisque Poulbot
- Pere Romeu
- Auguste Renoir
- Henri-Paul Royer
- John Peter Russell
- Jaume Sabartés
- Maurice Sauvayre
- Léon Schwarz-Abrys
- Théophile Alexandre Steinlen
- Henri de Toulouse-Lautrec
- Maurice Utrillo
- Suzanne Valadon
- Lucie Valore
- Vincent van Gogh
- Jean Vénitien
- Jean-Pierre Vielfaure
- José Vilató Ruiz
- Adolphe Willette
- Félix Ziem

#### Réalisateurs
- Marcel Carné
- Mabrouk El Mechri
- Abel Gance
- Michel Gondry
- Seb Janiak
- Jean-Pierre Jeunet
- Claude Lelouch
- Gérard Oury
- Damian Pettigrew
- Édouard Salier
- Érick Zonca

#### Autres
- Georges Clemenceau, homme d'État
- Jules Depaquit, illustrateur
- Louis-Aimé Lejeune, sculpteur
- Dominique Field, luthier
- La Goulue, danseuse
- Germaine Pichot, danseuse et gérante de La Maison Rose
- Michou, artiste
- Nagui, animateur télé
- Christophe Dechavanne, animateur télé
- Ariane Carletti, animatrice télé
- Gaston Baheux, patron de cabarets

## Montmartre dans les séries télévisées
- Dans le feuilleton télévisé Le Jeune Fabre, Cécile Aubry fait se dérouler une bonne partie des treize épisodes à Montmartre.
- Dans la série Emily in Paris, l’héroïne principale visite La Maison Rose, la place Dalida ainsi que l'hôtel particulier Montmartre[37].

## Montmartre au cinéma
Dans Le Château de verre, René Clément a tourné plusieurs scènes dans les escaliers et les rues de la butte et parmi les ruines encore présentes en 1950 à la suite des bombardements aériens des forces alliées des 20 et 21 avril 1944,.

L'action de French Cancan, film de Jean Renoir sorti en 1955, se déroule entièrement dans le quartier de Montmartre.
Dans la dernière séquence de Si Paris nous était conté (1956), Sacha Guitry conduit le spectateur place du Tertre à la rencontre de ses peintres et poètes.
Sous les toits de Montmartre (en russe : Под крышами Монмартра) présenté pour la 1re fois à la télévision soviétique le 3 janvier 1976 est une adaptation par le cinéaste Vladimir Mikhaïlovitch Gorikker (ru) de l'opérette Violette de Montmartre d'Emmerich Kálmán. Pour les russophones le visionnage de cette opérette est possible sur le site.
François Truffaut, ayant passé toute son enfance dans les 9e et 18e arrondissements de Paris, a filmé le quartier dans ses célèbres longs métrages Les Quatre Cents Coups (1959), Baisers volés (1968), ainsi que dans Le Dernier Métro (1980). Une grande partie de l'action de ses films se situe à Montmartre.
Le film Minuit à Paris de Woody Allen (2011) s'ouvre sur une succession de plans fixes montrant un Paris où l'on aperçoit plusieurs images de Montmartre : du parvis du Sacré-Cœur au musée de Montmartre, sans oublier le Moulin-Rouge et les rues étroites du quartier.
Le film Le Fabuleux Destin d'Amélie Poulain (2001) réalisé par Jean-Pierre Jeunet avec Audrey Tautou dans le rôle-titre, est une représentation originale d'un Montmartre idéalisé et pittoresque. Succès mondial avec plus de trente-deux millions d'entrées (dont neuf millions en France), treize Césars, cinq Oscars, Le Fabuleux Destin d'Amélie Poulain attire notamment rue Lepic au Café des 2 Moulins des touristes du monde entier.
Dans Paris, je t'aime, un film à sketches français mettant en scène une suite de rencontres amoureuses ayant lieu chacune dans un quartier de Paris différent, le court-métrage de Bruno Podalydès se déroule à Montmartre.
Dans le film Moulin Rouge de Baz Luhrmann (2001), Christian, un jeune poète plein d'espoir (Ewan McGregor) s'installe à Montmartre et y rencontre par hasard Henri de Toulouse-Lautrec (John Leguizamo) qui va le convaincre d'écrire une pièce pour le Moulin-Rouge. En cours de route, il tombera amoureux de Satine, une courtisane jouée par Nicole Kidman.
Le court-métrage Le Rêve des Apaches de Hélie Chomiac (2021) se déroule à Montmartre au début XXe siècle et retrace l'histoire de deux voyous parisiens. On y retrouve entre autres Damien Jouillerot et Cyril Descours dans les rôles titres.

## Montmartre dans la bande dessinée
Le quartier et l'histoire de la Commune de Paris sont représentés dans une reconstitution minutieuse des années 1870 et 1880 dans la bande dessinée en deux volets de François Bourgeon Le Sang des cerises.
Jacques Tardi a également « montré son goût certain et son talent extrême pour restituer Paris » ainsi que l'attachement qui le lie à la ville dans la presque totalité de ses albums. Il a également mis un soin particulier à réaliser de nombreuses lithographies, sérigraphies, estampes pigmentaires, affiches et cartes postales évoquant la capitale, dont celle-ci, située a Montmartre, qui met en scène Nestor Burma, le célèbre détective créé par Léo Malet et dont les aventures ont été adaptées en bandes dessinées par Tardi :
| Image externe |                                                                                          |
|               | Nestor Burma dans le 18e arrondissement de Paris, estampe pigmentaire en édition limitée |

## Montmartre dans la chanson
- Mont' là-dessus, tu verras Montmartre : Lucien Boyer, 1924/25 (1er enregistrement le 6/07/1923) ; Colette Renard, 1957, (avec Raymond Legrand et son orchestre).
- Le Moulin de la Galette : Lucienne Delyle, 1946.
- Place Pigalle : Maurice Chevalier, 1946.
- Rue Lepic : Yves Montand, 1951.
- Danse Montmartre : The Telecast Ensemble, Robert Farnon et son orchestre, 1961.
- À Montmartre : Roger Rigal, 1954 ; Lina Margy, 1966.
- La Complainte de la Butte : créée originellement dans le film French Cancan de Jean Renoir, 1955.
- Retour à Montmartre : Cora Vaucaire, 1955.
- Montmart : Frank Sinatra & Maurice Chevalier, B.O.F. du film Can-Can de Walter Lang, 1960.
- Montmartre : Bernard Peiffer, 1960.
- Faubourg Montmartre : José Darmon, 1964.
- La Bohème : Charles Aznavour, 1965[47].
- Montmartre : Georges Chelon, 1975.
- La Butte à Picasso : Juliette Gréco avec Jean-Michel Defaye et son orchestre, 1975.
- Qu'elle est jolie la butte : Juliette Gréco avec Jean-Michel Defaye et son orchestre, 1975.
- La Fête à Montmartre : Jean-Roger Caussimon, 1979.
- Abbesses : Birdy Nam Nam, 2005.
- Place du Tertre : Bireli Lagrene, 2006.
- La Maison rose : Charles Aznavour, 2015.
- Là-haut : Hugo TSR, 2017[48].